# Championnat du monde masculin de handball 2025
Cet article traite du championnat masculin 2025. Pour le championnat féminin, voir Championnat du monde féminin de handball 2025.
Navigation
Pologne/Suède 2023 Allemagne 2027
Le Championnat du monde masculin de handball 2025 est la 29e édition du Championnat du monde masculin de handball qui a lieu du 14 janvier au 2 février 2025 en Norvège, en Croatie et au Danemark
Le Danemark remporte son quatrième titre consécutif — performance inédite — en s'imposant en finale face à la Croatie, co-hôte de la compétition. Les Danois ont survolé le tournoi, les Croates n'ayant pas pesé plus lourd que les Allemands (40-30 au tour principal), les Brésiliens (33-21 en quarts de finale) et les Portugais (40-27 en demi-finale). La France complète le podium aux dépens du Portugal : pour les Français, c'est la quinzième fois lors des dix-sept dernières éditions qu'elle termine parmi les quatre premiers alors qu'à l'opposé, les Portugais obtiennent à cette occasion le meilleur résultat de leur histoire.
Comme deux ans plus tôt, le Danois Mathias Gidsel termine meilleur buteur et est élu meilleur joueur de la compétition.

## Présentation

### Choix des pays hôtes
La liste des pays hôtes a été annoncée par la Fédération internationale de handball en septembre 2019 :
- Croatie, Norvège et Danemark ;
- Hongrie ;
- Suisse.

Le choix final a été déterminé le 28 février 2020 lors du conseil de l'IHF réuni au Caire : la Norvège accueillera les deux finales ainsi qu'une demi-finale, un quart de finale et plusieurs poules des phases de groupe ; la Croatie accueillera l'autre demi-finale, deux quarts de finale et plusieurs poules des phases de groupe et le Danemark plusieurs poules des phases de groupe.

### Lieux de compétition
Lors de la candidature commune, onze sites devaient accueillir la compétition : quatre en Norvège, cinq en Croatie et deux au Danemark. En janvier 2024, le Danemark puis la Norvège annoncent que la compétition se déroulera sur un seul site chacun.
Le 8 avril 2024, l'IHF a finalement annoncé que seulement cinq sites accueilleront la compétition :
| Norvège | Croatie                                                                                 | Croatie                                                 | Croatie                                         | Danemark                                                     |
| --- | --------------------------------------------------------------------------------------- | ------------------------------------------------------- | ----------------------------------------------- | ------------------------------------------------------------ |
| Bærum | Zagreb                                                                                  | Varaždin                                                | Poreč                                           | Herning                                                      |
| Telenor Arena Capacité : 15 000                                                                            | Arena Zagreb Capacité : 15 200                                                          | Varaždin Arena Capacité : 5 200                         | Centre sportif Žatika Capacité : 3 700          | Jyske Bank Boxen Capacité : 12 500                           |
| |                                                                                         |                                                         |                                                 |                                                              |
| Tour préliminaire (groupes E et F) Tour principal (groupe III) Phase finale (1/4, 1/2, 3e place et finale) | Tour préliminaire (groupes G et H) Tour principal (groupe IV) Phase finale (1/4 et 1/2) | Tour préliminaire (groupe D) Tour principal (groupe II) | Tour préliminaire (groupe C) Coupe du président | Tour préliminaire (groupes A et B) Tour principal (groupe I) |

Le match d'ouverture a lieu à Herning et les finales ont lieu dans la Telenor Arena de Bærum dans la banlieue d'Oslo.

### Qualifications
Les règles générales de qualification sont :
- 1 place pour le pays organisateur,
- 1 place pour le tenant du titre,
- 12 places dites de « performance » sont offertes aux différents continents en fonction du classement (places 1 à 12) du Mondial précédent.
- 17 places obligatoires aux différents continents :
  - 4 places attribuées pour la zone Afrique,
  - 4 places attribuées pour la zone Asie,
  - 4 places attribuées pour la zone Europe,
  - 1 places attribuées pour la zone Amérique du Nord et Caraïbes,
  - 3 places attribuées pour la zone Amérique du Sud et Centrale,
  - 0 ou 1 place pour l'Océanie, si une équipe de ce continent termine cinquième ou mieux au Championnat d'Asie,
- 1 ou 2 invitation(s) (Wild card) suivant le cas de l'Océanie.

En conséquence du classement final du championnat du monde 2023, la distribution des 12 places « performance »  pour le Championnat du monde 2025 est la suivante :
- Afrique : 1 place  (en plus des 4 places prévues)
- Amérique du Sud et centrale : 0 place (en plus des 3 places prévues)
- Amérique du Nord et Caraïbes : 0 place (en plus des 1 place prévue)
- Asie : 0 place  (en plus des 4 places prévues)
- Europe : 11 places (en plus des 4 places prévues dont 2 préemptées par 2 des 3 pays-hôtes) plus 1 place (le vainqueur, le Danemark, étant déjà qualifié en tant que pays hôte, sa fédération continentale (l'Europe) reçoit une place supplémentaire[6].), soit un total de 14 places (en plus des 3 pays-hôtes).

Dès lors, la distribution des 32 places est la suivante :
| Continent                            | Places | Moyen de qualification                     | Date                            | Nations qualifiées                                                                                              |
| ------------------------------------ | ------ | ------------------------------------------ | ------------------------------- | --- |
| —                                    | 3      | Pays organisateurs                         | 20 février 2020                 | Norvège, Danemark, Croatie                                                                                      |
| —                                    | 0      | Championnat du monde 2023                  | 27 janvier 2023                 | aucun |
| Afrique (CAHB)                       | 5      | Championnat d'Afrique 2024                 | 27 janvier 2024                 | Algérie, Cap-Vert, Égypte, Tunisie, Guinée                                                                      |
| Amérique du Sud et centrale (SCAHC)  | 3      | Championnat d'Am. Sud et centrale 2024     | 26 janvier 2024                 | Brésil, Argentine, Chili                                                                                        |
| Amérique du Nord et Caraïbes (NACHC) | 1      | Championnat d'Am. du Nord et Caraïbes 2024 | 12 mai 2024                     | Cuba |
| Asie (AHF)                           | 4      | Championnat d'Asie 2024                    | 25 janvier 2024                 | Bahreïn, Japon, Koweït, Qatar                                                                                   |
| Océanie (OCHF)                       | 0      | Championnat d'Asie 2024                    | 25 janvier 2024                 | néant |
| Europe (EHF)                         | 3      | Championnat d'Europe 2024                  | 28 janvier 2024                 | Allemagne, France, Suède                                                                                        |
| Europe (EHF)                         | 11     | Qualifications européennes (en)            | 1er novembre 2022 - 12 mai 2024 | Autriche, Islande, Espagne, Italie, Macédoine du Nord, Hongrie, Pays-Bas, Pologne, Portugal, Slovénie, Tchéquie |
| —                                    | 2      | Invitation (Wild card)                     | 23 mai 2024                     | États-Unis, Suisse                                                                                              |

Notes
1. ↑  Le vainqueur, le Danemark, étant déjà qualifié en tant que pays hôte, sa fédération continentale (l'Europe) reçoit une place supplémentaire[6].
2. 1 2  Une place est prévue pour l'Océanie dans le cas où une équipe de ce continent termine cinquième ou mieux au Championnat d'Asie 2024. La Nouvelle-Zélande, seul représentant océanien, n'ayant terminé que 15e, une seconde invitation sera désignée par l'IHF.
3. ↑  En vue des Jeux olympiques de 2028 à Los Angeles, le Conseil de l'IHF a octroyé aux États-Unis une invitation pour les Championnats du monde 2025 et 2027[10],[11].

Parmi les résultats, on peut noter la première qualification historique de la Guinée au sein du continent africain, l'élimination de la Corée du Sud et la première qualification depuis 1997 de l'Italie aux dépens du Monténégro. À l'inverse, d'autres équipes ont dû batailler pour confirmer leurs statuts de favoris : la Slovénie a dû passer par une séance de jets de 7 mètres pour écarter la Suisse, la Pologne a dû s'imposer en Slovaquie après avoir perdu le match aller à domicile, la Macédoine du Nord a réussi un renversement de situation mémorable contre les Îles Féroé (34-26, 27-34 à l'aller) et l'Espagne, virtuellement éliminée lors du match retour en Serbie, s'est finalement qualifiée sur la plus petite des marges (54-53 au total).

Nation qualifiée
Qualifications en cours
Nation non qualifiée
Nation forfait ou suspendue
Nation non participante

## Acteurs du championnat du monde

### Équipes qualifiées
Les équipes qualifiées et leurs apparitions précédentes sont :
| Nation            | Apparitions précédentes | Apparitions précédentes | Apparitions précédentes |
| Nation            | Nb                      | Titres                  | Participations |
| ----------------- | ----------------------- | ----------------------- | --- |
| Croatie           | 15                      | 1                       | 1995, 1997, 1999, 2001, 2003, 2005, 2007, 2009, 2011, 2013, 2015, 2017, 2019, 2021, 2023                                                                         |
| Danemark          | 25                      | 3                       | 1938, 1954, 1958, 1961, 1964, 1967, 1970, 1974, 1978, 1982, 1986, 1993, 1995, 1999, 2003, 2005, 2007, 2009, 2011, 2013, 2015, 2017, 2019, 2021, 2023             |
| Norvège           | 17                      | 0                       | 1958, 1961, 1964, 1967, 1970, 1993, 1997, 1999, 2001, 2005, 2007, 2009, 2011, 2017, 2019, 2021, 2023                                                             |
| France            | 24                      | 6                       | 1954, 1958, 1961, 1964, 1967, 1970, 1978, 1990, 1993, 1995, 1997, 1999, 2001, 2003, 2005, 2007, 2009, 2011, 2013, 2015, 2017, 2019, 2021, 2023                   |
| Suède             | 26                      | 4                       | 1938, 1954, 1958, 1961, 1964, 1967, 1970, 1974, 1978, 1982, 1986, 1990, 1993, 1995, 1997, 1999, 2001, 2003, 2005, 2009, 2011, 2015, 2017, 2019, 2021, 2023       |
| Allemagne         | 27                      | 3                       | 1938, 1954, 1958, 1961, 1964, 1967, 1970, 1974, 1978, 1982, 1986, 1990, 1993, 1995, 1999, 2001, 2003, 2005, 2007, 2009, 2011, 2013, 2015, 2017, 2019, 2021, 2023 |
| Koweït            | 9                       | 0                       | 1982, 1995, 1999, 2001, 2003, 2005, 2007, 2007, 2009 |
| Bahreïn           | 5                       | 0                       | 2011, 2017, 2019, 2021, 2023 |
| Qatar             | 9                       | 0                       | 2003, 2005, 2007, 2013, 2015, 2017, 2019, 2021, 2023 |
| Japon             | 15                      | 0                       | 1961, 1964, 1967, 1970, 1974, 1978, 1982, 1990, 1995, 1997, 2005, 2011, 2017, 2019, 2021                                                                         |
| Algérie           | 16                      | 0                       | 1974, 1982, 1986, 1990, 1995, 1997, 1999, 2001, 2003, 2005, 2009, 2011, 2013, 2015, 2021, 2023                                                                   |
| Cap-Vert          | 2                       | 0                       | 2021, 2023 |
| Égypte            | 17                      | 0                       | 1964, 1993, 1995, 1999, 1999, 2001, 2003, 2005, 2007, 2009, 2011, 2013, 2015, 2017, 2019, 2021, 2023                                                             |
| Tunisie           | 16                      | 0                       | 1967, 1995, 1997, 1999, 2001, 2003, 2005, 2007, 2009, 2011 2013, 2015, 2017, 2019, 2021, 2023                                                                    |
| Guinée            | 0                       | 0                       | Première participation |
| Brésil            | 16                      | 0                       | 1958, 1995, 1997, 1999, 2001, 2003, 2005, 2007, 2009, 2011, 2013, 2015, 2017, 2019, 2021, 2023                                                                   |
| Argentine         | 14                      | 0                       | 1997, 1999, 2001, 2003, 2005, 2007, 2009, 2011, 2013, 2015, 2017, 2019, 2021, 2023                                                                               |
| Chili             | 7                       | 0                       | 2011, 2013, 2015, 2017, 2019, 2021, 2023 |
| États-Unis        | 7                       | 0                       | 1964, 1970, 1974, 1993, 1995, 2001, 2023 |
| Autriche          | 7                       | 0                       | 1938, 1958, 1993, 2001, 2015, 2019, 2021 |
| Espagne           | 22                      | 2                       | 1958, 1974, 1978, 1982, 1986, 1990, 1993, 1995, 1997, 1999, 2001, 2003, 2005, 2007, 2009, 2011, 2013, 2015, 2017, 2019, 2021, 2023                               |
| Hongrie           | 22                      | 0                       | 1958, 1964, 1967, 1970, 1974, 1978, 1982, 1986, 1990, 1993, 1995, 1997, 1999, 2003, 2007, 2009, 2011, 2013, 2017, 2019, 2021, 2023                               |
| Islande           | 22                      | 0                       | 1958, 1961, 1964, 1970, 1974, 1978, 1986, 1990, 1993, 1995, 1997, 2001, 2003, 2005, 2007, 2011, 2013, 2015, 2017, 2019, 2021, 2023                               |
| Italie            | 1                       | 0                       | 1997 |
| Macédoine du Nord | 8                       | 0                       | 1999, 2009, 2023, 2015, 2017, 2019, 2021, 2023 |
| Pays-Bas          | 2                       | 0                       | 1961, 2023 |
| Portugal          | 5                       | 0                       | 1997, 2001, 2003, 2021, 2023 |
| Pologne           | 17                      | 0                       | 1958, 1967, 1970, 1974, 1978, 1982, 1986, 1990, 2003, 2007, 2009, 2011, 2013, 2015, 2017, 2021, 2023                                                             |
| Slovénie          | 10                      | 0                       | 1995, 2001, 2003, 2005, 2007, 2013, 2015, 2017, 2021, 2023 |
| Tchéquie          | 6                       | 0                       | 1995, 1997, 2001, 2005, 2007, 2015 |
| Cuba              | 7                       | 0                       | 1982, 1986, 1990, 1995, 1997, 1999, 2009 |
| Suisse            | 11                      | 0                       | 1954, 1961, 1964, 1967, 1970, 1982, 1986, 1990, 1993, 1995, 2021                                                                                                 |

En se basant sur le réglement de la Fédération internationale de handball (IHF) les différents motifs de qualification pour le Mondial, a défini les pots suivants en vue du tirage au sort réalisé le 1er juin 2024. De plus, huit équipes (dont les trois co-organisateurs et leurs pays frontaliers) sont assignés à chacun des groupes avant le tirage au sort :
| Pot 1 | Pot 2                                                                                    | Pot 3                                                               | Pot 4                                                          |
| --- | ---------------------------------------------------------------------------------------- | ------------------------------------------------------------------- | -------------------------------------------------------------- |
| Danemark (groupe B) France Suède (groupe F) Allemagne (groupe A) Hongrie (groupe D) Slovénie (groupe G) Norvège (groupe E) Égypte | Portugal Croatie (groupe H) Autriche (groupe C) Islande Pays-Bas Espagne Tchéquie Italie | Pologne Macédoine du Nord Qatar Brésil Argentine Cuba Japon Algérie | Bahreïn Tunisie Chili Koweït Cap-Vert Guinée États-Unis Suisse |

### Arbitres
La liste de 24 paires de juges-arbitres a été dévoilée par I'IHF le 14 novembre 2024. La liste a été mise à jour le 2 janvier 2025 :
- Youcef Belkhiri et Sid Ali Hamidi
- Robert Schulze et Tobias Tönnies
- Julian Grillo et Sebastián Lenci
- María Paolantoni et Mariana García
- Denis Bolic et Christoph Hurich
- Amar Konjičanin et Dino Konjičanin
- Ante Mikelič et Petar Paradina
- Václav Horáček et Jiří Novotný
- Mads Hansen et Jesper Madsen
- Igancio García et Andreu Marín
- Javier Álvarez et Ion Bustamante
- Karim Gasmi et Raouf Gasmi
- Ádám Bíró et Olivér Kiss
- Ahmad Gheisarian et Amir Gheisarian
- Igor Covalciuc et Alexei Covalciuc
- Gjorgji Nachevski et Slave Nikolov
- Ivan Pavićević et Miloš Ražnatović
- Lars Jørum et Håvard Kleven
- Cristina Lovin et Simona Stacu
- Marko Sekulić et Vladimir Jovandić
- Andrej Budzák et Michaal Záhradník
- Bojan Lah et David Sok
- Mirza Kurtagic et Mattias Wetterwik
- Mathias Sosa et Cristian Lemes

## Tour préliminaire
- Qualifié pour le tour principal.
- Reversé en coupe du président.

### Groupe A
|   | Équipe    | Pts | J | G | N | P | Bp | Bc | Diff |
| - | --------- | --- | - | - | - | - | -- | -- | ---- |
| 1 | Allemagne | 6   | 3 | 3 | 0 | 0 | 95 | 79 | 16   |
| 2 | Suisse    | 3   | 3 | 1 | 1 | 1 | 76 | 76 | 0    |
| 3 | Tchéquie  | 2   | 3 | 0 | 2 | 1 | 58 | 65 | -7   |
| 4 | Pologne   | 1   | 3 | 0 | 1 | 2 | 75 | 84 | -9   |

| 15 janvier 2025 18h00 | Tchéquie          | 17 – 17 | Suisse        | Jyske Bank Boxen, Herning Affluence : 2 091 Arbitrage : Grillo, Lenci |
| 15 janvier 2025 18h00 | Lukáš Mořkovský 5 | (7 – 8) | Lenny Rubin 8 | Jyske Bank Boxen, Herning Affluence : 2 091 Arbitrage : Grillo, Lenci |
| 15 janvier 2025 18h00 | ×3                | Rapport | ×1 ×2         | Jyske Bank Boxen, Herning Affluence : 2 091 Arbitrage : Grillo, Lenci |

| 15 janvier 2025 20h30 | Allemagne        | 35 – 28   | Pologne         | Jyske Bank Boxen, Herning Arbitrage : Nachevski, Nikolov |
| 15 janvier 2025 20h30 | Renārs Uščins 10 | (15 – 14) | Kamil Syprzak 7 | Jyske Bank Boxen, Herning Arbitrage : Nachevski, Nikolov |
| 15 janvier 2025 20h30 | ×2               | Rapport   | ×2              | Jyske Bank Boxen, Herning Arbitrage : Nachevski, Nikolov |

| 17 janvier 2025 18h00 | Tchéquie       | 19 – 19  | Pologne          | Jyske Bank Boxen, Herning Affluence : 5 397 Arbitrage : A. et D. Konjičanin |
| 17 janvier 2025 18h00 | Jakub Hrstka 5 | (12 – 9) | quatre joueurs 3 | Jyske Bank Boxen, Herning Affluence : 5 397 Arbitrage : A. et D. Konjičanin |
| 17 janvier 2025 18h00 | ×5 ×1          | Rapport  | ×3 ×1            | Jyske Bank Boxen, Herning Affluence : 5 397 Arbitrage : A. et D. Konjičanin |

| 17 janvier 2025 20h30 | Suisse        | 29 – 31   | Allemagne       | Jyske Bank Boxen, Herning Affluence : 7 386 Arbitrage : Mikelič, Paradina |
| 17 janvier 2025 20h30 | Lenny Rubin 7 | (14 – 15) | Julian Köster 7 | Jyske Bank Boxen, Herning Affluence : 7 386 Arbitrage : Mikelič, Paradina |
| 17 janvier 2025 20h30 | ×2            | Rapport   | ×2              | Jyske Bank Boxen, Herning Affluence : 7 386 Arbitrage : Mikelič, Paradina |

| 19 janvier 2025 15h30 | Pologne           | 28 – 30   | Suisse          | Jyske Bank Boxen, Herning Affluence : 5 653 Arbitrage : Pavićević, Ražnatović |
| 19 janvier 2025 15h30 | Damian Przytuła 8 | (15 – 18) | trois joueurs 7 | Jyske Bank Boxen, Herning Affluence : 5 653 Arbitrage : Pavićević, Ražnatović |
| 19 janvier 2025 15h30 | ×4                | Rapport   | ×1 ×4           | Jyske Bank Boxen, Herning Affluence : 5 653 Arbitrage : Pavićević, Ražnatović |

| 19 janvier 2025 18h00 | Allemagne       | 29 – 22   | Tchéquie        | Jyske Bank Boxen, Herning Affluence : 7 528 Arbitrage : Álvarez, Bustamante |
| 19 janvier 2025 18h00 | Renārs Uščins 8 | (11 – 11) | Dominik Solák 7 | Jyske Bank Boxen, Herning Affluence : 7 528 Arbitrage : Álvarez, Bustamante |
| 19 janvier 2025 18h00 | ×4              | Rapport   | ×1 ×5           | Jyske Bank Boxen, Herning Affluence : 7 528 Arbitrage : Álvarez, Bustamante |

### Groupe B
|   | Équipe   | Pts | J | G | N | P | Bp  | Bc  | Diff |
| - | -------- | --- | - | - | - | - | --- | --- | ---- |
| 1 | Danemark | 6   | 3 | 3 | 0 | 0 | 118 | 63  | 55   |
| 2 | Italie   | 4   | 3 | 2 | 0 | 1 | 84  | 87  | -3   |
| 3 | Tunisie  | 2   | 3 | 1 | 0 | 2 | 72  | 89  | -17  |
| 4 | Algérie  | 0   | 3 | 0 | 0 | 3 | 70  | 105 | -35  |

| 14 janvier 2025 18h00 | Italie          | 32 – 25   | Tunisie               | Jyske Bank Boxen, Herning Affluence : 6 510 Arbitrage : A. et D. Konjičanin |
| 14 janvier 2025 18h00 | Leo Prantner 10 | (17 – 11) | Anouar Ben Abdallah 6 | Jyske Bank Boxen, Herning Affluence : 6 510 Arbitrage : A. et D. Konjičanin |
| 14 janvier 2025 18h00 | ×2              | Rapport   | ×6                    | Jyske Bank Boxen, Herning Affluence : 6 510 Arbitrage : A. et D. Konjičanin |

| 14 janvier 2025 20h30 | Danemark          | 47 – 22   | Algérie      | Jyske Bank Boxen, Herning Affluence : 12 397 Arbitrage : Mikelič, Paradina |
| 14 janvier 2025 20h30 | Mathias Gidsel 10 | (20 – 11) | Ayoub Abdi 6 | Jyske Bank Boxen, Herning Affluence : 12 397 Arbitrage : Mikelič, Paradina |
| 14 janvier 2025 20h30 | ×1                | Rapport   | ×1 ×4        | Jyske Bank Boxen, Herning Affluence : 12 397 Arbitrage : Mikelič, Paradina |

| 16 janvier 2025 18h00 | Italie         | 32 – 23   | Algérie         | Jyske Bank Boxen, Herning Affluence : 8 516 Arbitrage : Álvarez, Bustamante |
| 16 janvier 2025 18h00 | Leo Prantner 7 | (16 – 11) | Abdi, Berkous 6 | Jyske Bank Boxen, Herning Affluence : 8 516 Arbitrage : Álvarez, Bustamante |
| 16 janvier 2025 18h00 | ×1 ×2          | Rapport   | ×6              | Jyske Bank Boxen, Herning Affluence : 8 516 Arbitrage : Álvarez, Bustamante |

| 16 janvier 2025 20h30 | Tunisie               | 21 – 32  | Danemark         | Jyske Bank Boxen, Herning Affluence : 13 697 Arbitrage : Pavićević, Ražnatović |
| 16 janvier 2025 20h30 | Anouar Ben Abdallah 5 | (7 – 17) | Mathias Gidsel 9 | Jyske Bank Boxen, Herning Affluence : 13 697 Arbitrage : Pavićević, Ražnatović |
| 16 janvier 2025 20h30 | ×2                    | Rapport  | ×2               | Jyske Bank Boxen, Herning Affluence : 13 697 Arbitrage : Pavićević, Ražnatović |

| 18 janvier 2025 18h00 | Algérie        | 25 – 26  | Tunisie       | Jyske Bank Boxen, Herning Affluence : 10 824 Arbitrage : Nachevski, Nikolov |
| 18 janvier 2025 18h00 | Hichem Daoud 6 | (9 – 13) | Islem Jbeli 6 | Jyske Bank Boxen, Herning Affluence : 10 824 Arbitrage : Nachevski, Nikolov |
| 18 janvier 2025 18h00 | ×1 ×2          | Rapport  | ×4            | Jyske Bank Boxen, Herning Affluence : 10 824 Arbitrage : Nachevski, Nikolov |

| 18 janvier 2025 20h30 | Danemark            | 39 – 20  | Italie           | Jyske Bank Boxen, Herning Affluence : 14 297 Arbitrage : Grillo, Lenci |
| 18 janvier 2025 20h30 | Jakobsen, Pytlick 9 | (18 – 8) | Umberto Bronzo 4 | Jyske Bank Boxen, Herning Affluence : 14 297 Arbitrage : Grillo, Lenci |
| 18 janvier 2025 20h30 | ×3 ×1               | Rapport  | ×3               | Jyske Bank Boxen, Herning Affluence : 14 297 Arbitrage : Grillo, Lenci |

### Groupe C
|   | Équipe   | Pts | J | G | N | P | Bp  | Bc  | Diff |
| - | -------- | --- | - | - | - | - | --- | --- | ---- |
| 1 | France   | 6   | 3 | 3 | 0 | 0 | 115 | 65  | 50   |
| 2 | Autriche | 4   | 3 | 2 | 0 | 1 | 92  | 87  | 5    |
| 3 | Qatar    | 2   | 3 | 1 | 0 | 2 | 70  | 87  | -17  |
| 4 | Koweït   | 0   | 3 | 0 | 0 | 3 | 67  | 105 | -38  |

| 14 janvier 2025 18h00 | France          | 37 – 19   | Qatar           | Centre sportif Žatika, Poreč Affluence : 2 500 Arbitrage : Budzák et Záhradník |
| 14 janvier 2025 18h00 | Thibaud Briet 7 | (18 – 10) | Frankis Marzo 4 | Centre sportif Žatika, Poreč Affluence : 2 500 Arbitrage : Budzák et Záhradník |
| 14 janvier 2025 18h00 | ×2              | Rapport   | ×1              | Centre sportif Žatika, Poreč Affluence : 2 500 Arbitrage : Budzák et Záhradník |

| 14 janvier 2025 20h30 | Autriche         | 37 – 26   | Koweït          | Centre sportif Žatika, Poreč Affluence : 1 507 Arbitrage : A. et I. Covalciuc |
| 14 janvier 2025 20h30 | quatre joueurs 5 | (18 – 16) | trois joueurs 4 | Centre sportif Žatika, Poreč Affluence : 1 507 Arbitrage : A. et I. Covalciuc |
| 14 janvier 2025 20h30 | ×2               | Rapport   | ×2              | Centre sportif Žatika, Poreč Affluence : 1 507 Arbitrage : A. et I. Covalciuc |

| 16 janvier 2025 18h00 | Koweït           | 19 – 43  | France         | Centre sportif Žatika, Poreč Affluence : 1 042 Arbitrage : Paolantoni, García |
| 16 janvier 2025 18h00 | Saif Al-Dawani 5 | (8 – 21) | Nedim Remili 6 | Centre sportif Žatika, Poreč Affluence : 1 042 Arbitrage : Paolantoni, García |
| 16 janvier 2025 18h00 | ×2               | Rapport  |                | Centre sportif Žatika, Poreč Affluence : 1 042 Arbitrage : Paolantoni, García |

| 16 janvier 2025 20h30 | Autriche            | 28 – 26   | Qatar            | Centre sportif Žatika, Poreč Arbitrage : Horáček, Novotný |
| 16 janvier 2025 20h30 | Sebastian Frimmel 9 | (16 – 14) | Frankis Marzo 11 | Centre sportif Žatika, Poreč Arbitrage : Horáček, Novotný |
| 16 janvier 2025 20h30 | ×1                  | Rapport   | ×1               | Centre sportif Žatika, Poreč Arbitrage : Horáček, Novotný |

| 18 janvier 2025 18h00 | France       | 35 – 27   | Autriche            | Centre sportif Žatika, Poreč Affluence : 3 001 Arbitrage : Belkhiri, Hamidi |
| 18 janvier 2025 18h00 | Briet, Mem 6 | (19 – 15) | Sebastian Frimmel 5 | Centre sportif Žatika, Poreč Affluence : 3 001 Arbitrage : Belkhiri, Hamidi |
| 18 janvier 2025 18h00 | ×3           | Rapport   | ×4                  | Centre sportif Žatika, Poreč Affluence : 3 001 Arbitrage : Belkhiri, Hamidi |

| 18 janvier 2025 20h30 | Qatar            | 25 – 22  | Koweït                  | Centre sportif Žatika, Poreč Affluence : 2 104 Arbitrage : Schulze, Tönnies |
| 18 janvier 2025 20h30 | Žarko Marković 7 | (11 – 7) | Abdulaziz Al-Shammari 8 | Centre sportif Žatika, Poreč Affluence : 2 104 Arbitrage : Schulze, Tönnies |
| 18 janvier 2025 20h30 | ×1 ×3            | Rapport  | ×2                      | Centre sportif Žatika, Poreč Affluence : 2 104 Arbitrage : Schulze, Tönnies |

### Groupe D
|   | Équipe            | Pts | J | G | N | P | Bp  | Bc  | Diff |
| - | ----------------- | --- | - | - | - | - | --- | --- | ---- |
| 1 | Hongrie           | 5   | 3 | 2 | 1 | 0 | 98  | 77  | 21   |
| 2 | Pays-Bas          | 4   | 3 | 2 | 0 | 1 | 109 | 91  | 18   |
| 3 | Macédoine du Nord | 3   | 3 | 1 | 1 | 1 | 88  | 84  | 4    |
| 4 | Guinée            | 0   | 3 | 0 | 0 | 3 | 61  | 104 | -43  |

| 15 janvier 2025 18h00 | Pays-Bas           | 40 – 23  | Guinée          | Varaždin Arena, Varaždin Affluence : 1 500 Arbitrage : Sosa, Lemes |
| 15 janvier 2025 18h00 | Rutger ten Velde 9 | (21 – 8) | David Eponouh 5 | Varaždin Arena, Varaždin Affluence : 1 500 Arbitrage : Sosa, Lemes |
| 15 janvier 2025 18h00 | ×4                 | Rapport  | ×3              | Varaždin Arena, Varaždin Affluence : 1 500 Arbitrage : Sosa, Lemes |

| 15 janvier 2025 20h30 | Hongrie      | 27 – 27   | Macédoine du Nord    | Varaždin Arena, Varaždin Arbitrage : Kurtagic, Wetterwik |
| 15 janvier 2025 20h30 | Zoran Ilić 6 | (14 – 14) | Filip Kuzmanovski 10 | Varaždin Arena, Varaždin Arbitrage : Kurtagic, Wetterwik |
| 15 janvier 2025 20h30 | ×2           | Rapport   | ×2                   | Varaždin Arena, Varaždin Arbitrage : Kurtagic, Wetterwik |

| 17 janvier 2025 18h00 | Pays-Bas            | 37 – 32   | Macédoine du Nord   | Varaždin Arena, Varaždin Affluence : 4 000 Arbitrage : Hansen, Madsen |
| 17 janvier 2025 18h00 | Rutger ten Velde 11 | (18 – 15) | Filip Kuzmanovski 9 | Varaždin Arena, Varaždin Affluence : 4 000 Arbitrage : Hansen, Madsen |
| 17 janvier 2025 18h00 | ×1 ×6 ×1            | Rapport   | ×2 ×7 ×2            | Varaždin Arena, Varaždin Affluence : 4 000 Arbitrage : Hansen, Madsen |

| 17 janvier 2025 20h30 | Guinée           | 18 – 35  | Hongrie        | Varaždin Arena, Varaždin Affluence : 1 000 Arbitrage : Ah. & Am. Gheisarian |
| 17 janvier 2025 20h30 | quatre joueurs 3 | (9 – 20) | Zoltán Szita 7 | Varaždin Arena, Varaždin Affluence : 1 000 Arbitrage : Ah. & Am. Gheisarian |
| 17 janvier 2025 20h30 | ×5               | Rapport  | ×1             | Varaždin Arena, Varaždin Affluence : 1 000 Arbitrage : Ah. & Am. Gheisarian |

| 19 janvier 2025 18h00 | Macédoine du Nord    | 29 – 20   | Guinée           | Varaždin Arena, Varaždin Affluence : 4 000 Arbitrage : A. & I. Covalciuc |
| 19 janvier 2025 18h00 | Filip Kuzmanovski 12 | (14 – 10) | Adjiri Corcher 4 | Varaždin Arena, Varaždin Affluence : 4 000 Arbitrage : A. & I. Covalciuc |
| 19 janvier 2025 18h00 | ×2                   | Rapport   | ×3               | Varaždin Arena, Varaždin Affluence : 4 000 Arbitrage : A. & I. Covalciuc |

| 19 janvier 2025 20h30 | Hongrie         | 36 – 32   | Pays-Bas            | Varaždin Arena, Varaždin Affluence : 4 000 Arbitrage : Jørum, Kleven |
| 19 janvier 2025 20h30 | trois joueurs 6 | (19 – 17) | Rutger ten Velde 10 | Varaždin Arena, Varaždin Affluence : 4 000 Arbitrage : Jørum, Kleven |
| 19 janvier 2025 20h30 | ×1 ×8           | Rapport   | ×6 ×1               | Varaždin Arena, Varaždin Affluence : 4 000 Arbitrage : Jørum, Kleven |

### Groupe E
|   | Équipe     | Pts | J | G | N | P | Bp | Bc | Diff |
| - | ---------- | --- | - | - | - | - | -- | -- | ---- |
| 1 | Portugal   | 6   | 3 | 3 | 0 | 0 | 91 | 75 | 16   |
| 2 | Brésil     | 4   | 3 | 2 | 0 | 1 | 86 | 80 | 6    |
| 3 | Norvège    | 2   | 3 | 1 | 0 | 2 | 87 | 77 | 10   |
| 4 | États-Unis | 0   | 3 | 0 | 0 | 3 | 62 | 94 | -32  |

| 15 janvier 2025 18h00 | Portugal            | 30 – 21   | États-Unis         | Telenor Arena, Bærum Affluence : 3 980 Arbitrage : Lovin, Stancu |
| 15 janvier 2025 18h00 | M. Costa, Portela 7 | (15 – 10) | Samuel Hoddersen 6 | Telenor Arena, Bærum Affluence : 3 980 Arbitrage : Lovin, Stancu |
| 15 janvier 2025 18h00 | ×1 ×2               | Rapport   | ×3                 | Telenor Arena, Bærum Affluence : 3 980 Arbitrage : Lovin, Stancu |

| 15 janvier 2025 20h30 | Norvège           | 26 – 29   | Brésil           | Telenor Arena, Bærum Arbitrage : K. & R. Gasmi |
| 15 janvier 2025 20h30 | Tobias Grøndahl 6 | (14 – 12) | Haniel Langaro 8 | Telenor Arena, Bærum Arbitrage : K. & R. Gasmi |
| 15 janvier 2025 20h30 | ×1                | Rapport   | ×6 ×1            | Telenor Arena, Bærum Arbitrage : K. & R. Gasmi |

| 17 janvier 2025 18h00 | Portugal       | 30 – 26   | Brésil            | Telenor Arena, Bærum Affluence : 5 762 Arbitrage : Bíró, Kiss |
| 17 janvier 2025 18h00 | Martim Costa 9 | (12 – 15) | Dupoux, Langaro 5 | Telenor Arena, Bærum Affluence : 5 762 Arbitrage : Bíró, Kiss |
| 17 janvier 2025 18h00 | ×3             | Rapport   | ×4                | Telenor Arena, Bærum Affluence : 5 762 Arbitrage : Bíró, Kiss |

| 17 janvier 2025 20h30 | États-Unis        | 17 – 33  | Norvège      | Telenor Arena, Bærum Affluence : 9 482 Arbitrage : Jovandić, Sekulić |
| 17 janvier 2025 20h30 | Jonas Strömberg 4 | (7 – 13) | Simen Lyse 6 | Telenor Arena, Bærum Affluence : 9 482 Arbitrage : Jovandić, Sekulić |
| 17 janvier 2025 20h30 | ×1 ×2             | Rapport  | ×4           | Telenor Arena, Bærum Affluence : 9 482 Arbitrage : Jovandić, Sekulić |

| 19 janvier 2025 18h00 | Brésil              | 31 – 24   | États-Unis        | Telenor Arena, Bærum Affluence : 7 827 Arbitrage : Bolic, Hurich |
| 19 janvier 2025 18h00 | Rudolph Hackbarth 8 | (10 – 12) | Jonas Strömberg 6 | Telenor Arena, Bærum Affluence : 7 827 Arbitrage : Bolic, Hurich |
| 19 janvier 2025 18h00 | ×2                  | Rapport   | ×4 ×1             | Telenor Arena, Bærum Affluence : 7 827 Arbitrage : Bolic, Hurich |

| 19 janvier 2025 20h30 | Norvège      | 28 – 31   | Portugal          | Telenor Arena, Bærum Affluence : 11 345 Arbitrage : Lah, Sok |
| 19 janvier 2025 20h30 | Simen Lyse 9 | (13 – 14) | F. Costa, Frade 6 | Telenor Arena, Bærum Affluence : 11 345 Arbitrage : Lah, Sok |
| 19 janvier 2025 20h30 | ×1           | Rapport   | ×1 ×2             | Telenor Arena, Bærum Affluence : 11 345 Arbitrage : Lah, Sok |

### Groupe F
|   | Équipe  | Pts | J | G | N | P | Bp  | Bc  | Diff |
| - | ------- | --- | - | - | - | - | --- | --- | ---- |
| 1 | Suède   | 5   | 3 | 2 | 1 | 0 | 110 | 80  | 30   |
| 2 | Espagne | 5   | 3 | 2 | 1 | 0 | 99  | 71  | 28   |
| 3 | Chili   | 2   | 3 | 1 | 0 | 2 | 83  | 99  | -16  |
| 4 | Japon   | 0   | 3 | 0 | 0 | 3 | 67  | 109 | -42  |

| 16 janvier 2025 18h00 | Espagne            | 31 – 22   | Chili                      | Telenor Arena, Bærum Affluence : 644 Arbitrage : Bolic, Hurich |
| 16 janvier 2025 18h00 | Daniel Fernández 5 | (17 – 13) | Er. Feuchtmann, E. Salinas | Telenor Arena, Bærum Affluence : 644 Arbitrage : Bolic, Hurich |
| 16 janvier 2025 18h00 | ×2                 | Rapport   | ×1                         | Telenor Arena, Bærum Affluence : 644 Arbitrage : Bolic, Hurich |

| 16 janvier 2025 20h30 | Suède                | 39 – 21   | Japon           | Telenor Arena, Bærum Arbitrage : Lah, Sok |
| 16 janvier 2025 20h30 | Sebastian Karlsson 8 | (17 – 13) | Yano, Yoshino 4 | Telenor Arena, Bærum Arbitrage : Lah, Sok |
| 16 janvier 2025 20h30 | ×1 ×2                | Rapport   | ×1 ×3           | Telenor Arena, Bærum Arbitrage : Lah, Sok |

| 18 janvier 2025 18h00 | Espagne       | 39 – 20   | Japon         | Telenor Arena, Bærum Affluence : 2 880 Arbitrage : K. & R. Gasmi |
| 18 janvier 2025 18h00 | Abel Serdio 7 | (20 – 11) | Kota Nakata 4 | Telenor Arena, Bærum Affluence : 2 880 Arbitrage : K. & R. Gasmi |
| 18 janvier 2025 18h00 | ×1 ×7         | Rapport   | ×4 ×1         | Telenor Arena, Bærum Affluence : 2 880 Arbitrage : K. & R. Gasmi |

| 18 janvier 2025 20h30 | Chili              | 30 – 42   | Suède           | Telenor Arena, Bærum Affluence : 4 256 Arbitrage : Lovin, Stancu |
| 18 janvier 2025 20h30 | Erwin Feuchtmann 7 | (19 – 20) | Felix Möller 10 | Telenor Arena, Bærum Affluence : 4 256 Arbitrage : Lovin, Stancu |
| 18 janvier 2025 20h30 | ×2 ×4              | Rapport   | ×1 ×2           | Telenor Arena, Bærum Affluence : 4 256 Arbitrage : Lovin, Stancu |

| 20 janvier 2025 18h00 | Japon         | 26 – 31   | Chili              | Telenor Arena, Bærum Affluence : 1 289 Arbitrage : Jovandić, Sekulić |
| 20 janvier 2025 18h00 | Kota Nakata 6 | (11 – 14) | Erwin Feuchtmann 9 | Telenor Arena, Bærum Affluence : 1 289 Arbitrage : Jovandić, Sekulić |
| 20 janvier 2025 18h00 | ×4            | Rapport   | ×6                 | Telenor Arena, Bærum Affluence : 1 289 Arbitrage : Jovandić, Sekulić |

| 20 janvier 2025 20h30 | Suède             | 29 – 29   | Espagne       | Telenor Arena, Bærum Affluence : 2 446 Arbitrage : Bíró, Kiss |
| 20 janvier 2025 20h30 | Albin Lagergren 9 | (16 – 11) | Ferrán Solé 7 | Telenor Arena, Bærum Affluence : 2 446 Arbitrage : Bíró, Kiss |
| 20 janvier 2025 20h30 | ×3                | Rapport   | ×1            | Telenor Arena, Bærum Affluence : 2 446 Arbitrage : Bíró, Kiss |

### Groupe G
|   | Équipe   | Pts | J | G | N | P | Bp | Bc  | Diff |
| - | -------- | --- | - | - | - | - | -- | --- | ---- |
| 1 | Islande  | 6   | 3 | 3 | 0 | 0 | 97 | 58  | 39   |
| 2 | Slovénie | 4   | 3 | 2 | 0 | 1 | 95 | 66  | 29   |
| 3 | Cap-Vert | 2   | 3 | 1 | 0 | 2 | 83 | 98  | -15  |
| 4 | Cuba     | 0   | 3 | 0 | 0 | 3 | 66 | 119 | -53  |

| 16 janvier 2025 18h00 | Slovénie     | 41 – 19  | Cuba            | Arena Zagreb, Zagreb Arbitrage : Belkhiri, Hamidi |
| 16 janvier 2025 18h00 | Aleks Vlah 8 | (18 – 9) | Dariel García 4 | Arena Zagreb, Zagreb Arbitrage : Belkhiri, Hamidi |
| 16 janvier 2025 18h00 | ×2           | Rapport  | ×3              | Arena Zagreb, Zagreb Arbitrage : Belkhiri, Hamidi |

| 16 janvier 2025 20h30 | Islande                 | 34 – 21  | Cap-Vert      | Arena Zagreb, Zagreb Arbitrage : A. & I. Covalciuc |
| 16 janvier 2025 20h30 | Orri Freyr Þorkelsson 8 | (18 – 8) | Délcio Pina 5 | Arena Zagreb, Zagreb Arbitrage : A. & I. Covalciuc |
| 16 janvier 2025 20h30 | ×3 ×1                   | Rapport  | ×2            | Arena Zagreb, Zagreb Arbitrage : A. & I. Covalciuc |

| 18 janvier 2025 18h00 | Cap-Vert      | 24 – 36   | Slovénie     | Arena Zagreb, Zagreb Affluence : 2 150 Arbitrage : Lemes, Sosa |
| 18 janvier 2025 18h00 | Délcio Pina 6 | (12 – 18) | Aleks Vlah 8 | Arena Zagreb, Zagreb Affluence : 2 150 Arbitrage : Lemes, Sosa |
| 18 janvier 2025 18h00 | ×1 ×5         | Rapport   | ×3           | Arena Zagreb, Zagreb Affluence : 2 150 Arbitrage : Lemes, Sosa |

| 18 janvier 2025 20h30 | Islande         | 40 – 19  | Cuba            | Arena Zagreb, Zagreb Affluence : 1 250 Arbitrage : Ah. & Am. Gheisarian |
| 18 janvier 2025 20h30 | trois joueurs 5 | (21 – 9) | Frank Cordies 5 | Arena Zagreb, Zagreb Affluence : 1 250 Arbitrage : Ah. & Am. Gheisarian |
| 18 janvier 2025 20h30 | ×1              | Rapport  | ×4 ×1           | Arena Zagreb, Zagreb Affluence : 1 250 Arbitrage : Ah. & Am. Gheisarian |

| 20 janvier 2025 18h00 | Cuba               | 28 – 38   | Cap-Vert            | Arena Zagreb, Zagreb Affluence : 650 Arbitrage : Budzák, Záhradník |
| 20 janvier 2025 18h00 | Cordies, Vázquez 7 | (14 – 20) | Alexandre Pereira 8 | Arena Zagreb, Zagreb Affluence : 650 Arbitrage : Budzák, Záhradník |
| 20 janvier 2025 18h00 | ×5                 | Rapport   | ×1                  | Arena Zagreb, Zagreb Affluence : 650 Arbitrage : Budzák, Záhradník |

| 20 janvier 2025 20h30 | Slovénie    | 18 – 23  | Islande              | Arena Zagreb, Zagreb Affluence : 3 400 Arbitrage : García, Marín |
| 20 janvier 2025 20h30 | Blaž Janc 4 | (8 – 14) | Viggó Kristjánsson 7 | Arena Zagreb, Zagreb Affluence : 3 400 Arbitrage : García, Marín |
| 20 janvier 2025 20h30 | ×2 ×5       | Rapport  | ×2 ×9 ×2             | Arena Zagreb, Zagreb Affluence : 3 400 Arbitrage : García, Marín |

### Groupe H
|   | Équipe    | Pts | J | G | N | P | Bp  | Bc | Diff |
| - | --------- | --- | - | - | - | - | --- | -- | ---- |
| 1 | Égypte    | 6   | 3 | 3 | 0 | 0 | 102 | 73 | 29   |
| 2 | Croatie   | 4   | 3 | 2 | 0 | 1 | 93  | 68 | 25   |
| 3 | Argentine | 2   | 3 | 1 | 0 | 2 | 69  | 97 | -28  |
| 4 | Bahreïn   | 0   | 3 | 0 | 0 | 3 | 71  | 97 | -26  |

| 15 janvier 2025 18h00 | Égypte           | 39 – 25   | Argentine           | Arena Zagreb, Zagreb Arbitrage : Kleven, Jørum |
| 15 janvier 2025 18h00 | Mohammad Sanad 6 | (21 – 11) | Lucas Moscariello 7 | Arena Zagreb, Zagreb Arbitrage : Kleven, Jørum |
| 15 janvier 2025 18h00 | ×2               | Rapport   | ×2                  | Arena Zagreb, Zagreb Arbitrage : Kleven, Jørum |

| 15 janvier 2025 20h30 | Croatie          | 36 – 22  | Bahreïn           | Arena Zagreb, Zagreb Arbitrage : Schulze, Tönnies |
| 15 janvier 2025 20h30 | Mario Šoštarić 8 | (17 – 9) | Ali Abdulla Eid 6 | Arena Zagreb, Zagreb Arbitrage : Schulze, Tönnies |
| 15 janvier 2025 20h30 | ×2               | Rapport  | ×3                | Arena Zagreb, Zagreb Arbitrage : Schulze, Tönnies |

| 17 janvier 2025 18h00 | Bahreïn                     | 24 – 35   | Égypte           | Arena Zagreb, Zagreb Affluence : 2 150 Arbitrage : García, Marín |
| 17 janvier 2025 18h00 | Mohamed Habib Nasser (en) 8 | (11 – 16) | Mohsen Ramadan 5 | Arena Zagreb, Zagreb Affluence : 2 150 Arbitrage : García, Marín |
| 17 janvier 2025 18h00 | ×1                          | Rapport   | ×2               | Arena Zagreb, Zagreb Affluence : 2 150 Arbitrage : García, Marín |

| 17 janvier 2025 20h30 | Croatie         | 33 – 18  | Argentine         | Arena Zagreb, Zagreb Affluence : 2 150 Arbitrage : Kurtagic, Wetterwik |
| 17 janvier 2025 20h30 | Glavaš, Šipić 5 | (18 – 7) | Ramiro Martínez 3 | Arena Zagreb, Zagreb Affluence : 2 150 Arbitrage : Kurtagic, Wetterwik |
| 17 janvier 2025 20h30 | ×2              | Rapport  | ×1 ×3             | Arena Zagreb, Zagreb Affluence : 2 150 Arbitrage : Kurtagic, Wetterwik |

| 19 janvier 2025 18h00 | Argentine          | 26 – 25   | Bahreïn                    | Arena Zagreb, Zagreb Affluence : 2 750 Arbitrage : Hansen, Madsen |
| 19 janvier 2025 18h00 | Ramiro Martínez 10 | (16 – 11) | Mohamed Habib Ahmed (en) 6 | Arena Zagreb, Zagreb Affluence : 2 750 Arbitrage : Hansen, Madsen |
| 19 janvier 2025 18h00 | ×1 ×2              | Rapport   | ×2                         | Arena Zagreb, Zagreb Affluence : 2 750 Arbitrage : Hansen, Madsen |

| 19 janvier 2025 20h30 | Égypte       | 28 – 24   | Croatie           | Arena Zagreb, Zagreb Affluence : 15 600 Arbitrage : Horáček, Novotný |
| 19 janvier 2025 20h30 | Yahia Omar 6 | (14 – 11) | Ivan Martinović 6 | Arena Zagreb, Zagreb Affluence : 15 600 Arbitrage : Horáček, Novotný |
| 19 janvier 2025 20h30 | ×1 ×7        | Rapport   | ×2                | Arena Zagreb, Zagreb Affluence : 15 600 Arbitrage : Horáček, Novotný |

## Coupe du président

### Groupe PCI
|   | Équipe  | Pts | J | G | N | P | Bp  | Bc | Diff |
| - | ------- | --- | - | - | - | - | --- | -- | ---- |
| 1 | Pologne | 6   | 3 | 3 | 0 | 0 | 120 | 92 | 28   |
| 2 | Koweït  | 4   | 3 | 2 | 0 | 1 | 96  | 97 | -1   |
| 3 | Algérie | 2   | 3 | 1 | 0 | 2 | 95  | 99 | -4   |
| 4 | Guinée  | 0   | 3 | 0 | 0 | 3 | 75  | 98 | -23  |

| 21 janvier 2025 15h30 | Koweït      | 26 – 24   | Guinée  | Centre sportif Žatika, Poreč Affluence : 154 Arbitrage : García, Paolantoni |
| 21 janvier 2025 15h30 | Al-Dawani 8 | (20 – 11) | Lebon 7 | Centre sportif Žatika, Poreč Affluence : 154 Arbitrage : García, Paolantoni |
| 21 janvier 2025 15h30 | ×1          | Rapport   | ×3 ×1   | Centre sportif Žatika, Poreč Affluence : 154 Arbitrage : García, Paolantoni |

| 21 janvier 2025 18h00 | Pologne       | 38 – 32   | Algérie         | Centre sportif Žatika, Poreč Affluence : 168 Arbitrage : Lemes, Sosa |
| 21 janvier 2025 18h00 | Jędraszczyk 8 | (19 – 14) | trois joueurs 6 | Centre sportif Žatika, Poreč Affluence : 168 Arbitrage : Lemes, Sosa |
| 21 janvier 2025 18h00 | ×2            | Rapport   | ×2 ×1           | Centre sportif Žatika, Poreč Affluence : 168 Arbitrage : Lemes, Sosa |

| 23 janvier 2025 15h30 | Algérie      | 32 – 23  | Guinée    | Centre sportif Žatika, Poreč Affluence : 72 Arbitrage : García, Paolantoni |
| 23 janvier 2025 15h30 | Khermouche 7 | (14 – 9) | Pasquet 5 | Centre sportif Žatika, Poreč Affluence : 72 Arbitrage : García, Paolantoni |
| 23 janvier 2025 15h30 | ×2           | Rapport  | ×3        | Centre sportif Žatika, Poreč Affluence : 72 Arbitrage : García, Paolantoni |

| 23 janvier 2025 18h00 | Pologne   | 42 – 32   | Koweït      | Centre sportif Žatika, Poreč Affluence : 125 Arbitrage : Ah. Gheisarian, Am. Gheisarian |
| 23 janvier 2025 18h00 | Paterek 9 | (21 - 15) | Al-Dawani 8 | Centre sportif Žatika, Poreč Affluence : 125 Arbitrage : Ah. Gheisarian, Am. Gheisarian |
| 23 janvier 2025 18h00 | ×1 ×4     | Rapport   | ×3          | Centre sportif Žatika, Poreč Affluence : 125 Arbitrage : Ah. Gheisarian, Am. Gheisarian |

| 25 janvier 2025 15h30 | Algérie  | 31 – 38   | Koweït       | Centre sportif Žatika, Poreč Affluence : 234 Arbitrage : Lemes, Sosa |
| 25 janvier 2025 15h30 | Saker 10 | (14 - 18) | Al-Dawani 13 | Centre sportif Žatika, Poreč Affluence : 234 Arbitrage : Lemes, Sosa |
| 25 janvier 2025 15h30 | ×3 ×1    | Rapport   | ×3           | Centre sportif Žatika, Poreč Affluence : 234 Arbitrage : Lemes, Sosa |

| 25 janvier 2025 18h00 | Guinée    | 28 - 40   | Pologne      | Centre sportif Žatika, Poreč Affluence : 234 Arbitrage : Bolic, Hurich |
| 25 janvier 2025 18h00 | Pasquet 8 | (13 - 21) | Czapliński 7 | Centre sportif Žatika, Poreč Affluence : 234 Arbitrage : Bolic, Hurich |
| 25 janvier 2025 18h00 | ×1        | Rapport   | ×4           | Centre sportif Žatika, Poreč Affluence : 234 Arbitrage : Bolic, Hurich |

### Groupe PCII
|   | Équipe     | Pts | J | G | N | P | Bp | Bc | Diff |
| - | ---------- | --- | - | - | - | - | -- | -- | ---- |
| 1 | États-Unis | 6   | 3 | 3 | 0 | 0 | 84 | 79 | 5    |
| 2 | Japon      | 4   | 3 | 2 | 0 | 1 | 88 | 77 | 11   |
| 3 | Bahreïn    | 2   | 3 | 1 | 0 | 2 | 94 | 87 | 7    |
| 4 | Cuba       | 0   | 3 | 0 | 0 | 3 | 75 | 98 | -23  |

| 22 janvier 2025 15h30 | Cuba            | 26 – 39   | Bahreïn      | Centre sportif Žatika, Poreč Affluence : 88 Arbitrage : Ah. Gheisarian, Am. Gheisarian |
| 22 janvier 2025 15h30 | trois joueurs 4 | (12 – 17) | Al-Zaimoor 6 | Centre sportif Žatika, Poreč Affluence : 88 Arbitrage : Ah. Gheisarian, Am. Gheisarian |
| 22 janvier 2025 15h30 | ×3              | Rapport   | ×2           | Centre sportif Žatika, Poreč Affluence : 88 Arbitrage : Ah. Gheisarian, Am. Gheisarian |

| 22 janvier 2024 18h00 | États-Unis           | 27 – 25   | Japon     | Centre sportif Žatika, Poreč Affluence : 104 Arbitrage : Bolic, Hurich |
| 22 janvier 2024 18h00 | Corning, Hoddersen 7 | (15 - 13) | Yoshino 8 | Centre sportif Žatika, Poreč Affluence : 104 Arbitrage : Bolic, Hurich |
| 22 janvier 2024 18h00 | ×3                   | Rapport   | ×3        | Centre sportif Žatika, Poreč Affluence : 104 Arbitrage : Bolic, Hurich |

| 24 janvier 2025 15h30 | Japon     | 31 – 27   | Bahreïn   | Centre sportif Žatika, Poreč Affluence : 150 Arbitrage : Mikelić, Parađina |
| 24 janvier 2025 15h30 | Yoshino 6 | (13 - 13) | Mohamed 6 | Centre sportif Žatika, Poreč Affluence : 150 Arbitrage : Mikelić, Parađina |
| 24 janvier 2025 15h30 | ×1 ×3     | Rapport   | ×3        | Centre sportif Žatika, Poreč Affluence : 150 Arbitrage : Mikelić, Parađina |

| 24 janvier 2025 18h00 | États-Unis  | 27 – 26   | Cuba     | Centre sportif Žatika, Poreč Affluence : 211 Arbitrage : Lemes, Sosa |
| 24 janvier 2025 18h00 | Hoddersen 7 | (14 - 15) | García 8 | Centre sportif Žatika, Poreč Affluence : 211 Arbitrage : Lemes, Sosa |
| 24 janvier 2025 18h00 | ×3 ×1       | Rapport   | ×7       | Centre sportif Žatika, Poreč Affluence : 211 Arbitrage : Lemes, Sosa |

| 26 janvier 2025 15h30 | Japon   | 32 – 23   | Cuba        | Centre sportif Žatika, Poreč Affluence : 210 Arbitrage : Ah. Gheisarian, Am. Gheisarian |
| 26 janvier 2025 15h30 | Arase 7 | (14 - 11) | Rodríguez 8 | Centre sportif Žatika, Poreč Affluence : 210 Arbitrage : Ah. Gheisarian, Am. Gheisarian |
| 26 janvier 2025 15h30 | ×4      | Rapport   | ×3          | Centre sportif Žatika, Poreč Affluence : 210 Arbitrage : Ah. Gheisarian, Am. Gheisarian |

| 26 janvier 2025 18h00 | Bahreïn  | 28 – 30   | États-Unis           | Centre sportif Žatika, Poreč Affluence : 317 Arbitrage : García, Paolantoni |
| 26 janvier 2025 18h00 | Qambar 8 | (14 – 15) | Corning, Hoddersen 7 | Centre sportif Žatika, Poreč Affluence : 317 Arbitrage : García, Paolantoni |
| 26 janvier 2025 18h00 | ×1 ×4    | Rapport   | ×2                   | Centre sportif Žatika, Poreč Affluence : 317 Arbitrage : García, Paolantoni |

### Matchs de classement
Match pour la 31e place
| 28 janvier 2025 13h00 | Guinée      | 33 – 31 (tab)      | Cuba         | Centre sportif Žatika, Poreč Affluence : 91 Arbitrage : Bolic, Hurich |
| 28 janvier 2025 13h00 | Lebon 8     | (16 – 16, 28 – 28) | Rodríguez 10 | Centre sportif Žatika, Poreč Affluence : 91 Arbitrage : Bolic, Hurich |
| 28 janvier 2025 13h00 | Tab : 5 – 3 |                    |              | Centre sportif Žatika, Poreč Affluence : 91 Arbitrage : Bolic, Hurich |
| 28 janvier 2025 13h00 | ×2          | Rapport            | ×1           | Centre sportif Žatika, Poreč Affluence : 91 Arbitrage : Bolic, Hurich |

Match pour la 29e place
| 28 janvier 2025 15h30 | Algérie          | 26 - 29   | Bahreïn   | Centre sportif Žatika, Poreč Affluence : 110 Arbitrage : Lemes, Sosa |
| 28 janvier 2025 15h30 | quatre joueurs 4 | (18 – 17) | Mohamed 9 | Centre sportif Žatika, Poreč Affluence : 110 Arbitrage : Lemes, Sosa |
| 28 janvier 2025 15h30 | ×1               | Rapport   | ×1        | Centre sportif Žatika, Poreč Affluence : 110 Arbitrage : Lemes, Sosa |

Match pour la 27e place
| 28 janvier 2025 18h00 | Koweït      | 37 - 32   | Japon               | Centre sportif Žatika, Poreč Affluence : 65 Arbitrage : García, Paolantoni |
| 28 janvier 2025 18h00 | Al-Dawani 8 | (17 - 16) | Fujisaka, Yoshino 6 | Centre sportif Žatika, Poreč Affluence : 65 Arbitrage : García, Paolantoni |
| 28 janvier 2025 18h00 | ×1 ×2       | Rapport   | ×1                  | Centre sportif Žatika, Poreč Affluence : 65 Arbitrage : García, Paolantoni |

Match pour la 25e place
| 28 janvier 2025 20h30 | Pologne            | 24 – 22 (tab) | États-Unis | Centre sportif Žatika, Poreč Affluence : 120 Arbitrage : Belkhiri, Hamidi |
| 28 janvier 2025 20h30 | (11 – 13, 21 - 21) |               |            | Centre sportif Žatika, Poreč Affluence : 120 Arbitrage : Belkhiri, Hamidi |
| 28 janvier 2025 20h30 | Tab : 3 – 1        |               |            | Centre sportif Žatika, Poreč Affluence : 120 Arbitrage : Belkhiri, Hamidi |
| 28 janvier 2025 20h30 | Rapport            |               |            | Centre sportif Žatika, Poreč Affluence : 120 Arbitrage : Belkhiri, Hamidi |

## Tour principal
- Qualifié pour les quarts de finale.
- Éliminé.

### Groupe I
|   | Équipe     | Pts | J | G | N | P | Bp  | Bc  | Diff |
| - | ---------- | --- | - | - | - | - | --- | --- | ---- |
| 1 | Danemark T | 10  | 5 | 5 | 0 | 0 | 178 | 121 | 57   |
| 2 | Allemagne  | 8   | 5 | 4 | 0 | 1 | 155 | 137 | 18   |
| 3 | Suisse     | 5   | 5 | 2 | 1 | 2 | 144 | 138 | 6    |
| 4 | Italie     | 4   | 5 | 2 | 0 | 3 | 129 | 149 | -20  |
| 5 | Tchéquie   | 3   | 5 | 1 | 1 | 3 | 111 | 125 | -14  |
| 6 | Tunisie    | 0   | 5 | 0 | 0 | 5 | 117 | 164 | -47  |

| Groupe | Équipe 1  | Score   | Équipe 2  |
| ------ | --------- | ------- | --------- |
| A      | Tchéquie  | 17 – 17 | Suisse    |
| A      | Suisse    | 29 – 31 | Allemagne |
| A      | Allemagne | 29 – 22 | Tchéquie  |
| B      | Italie    | 32 – 25 | Tunisie   |
| B      | Tunisie   | 21 – 32 | Danemark  |
| B      | Danemark  | 39 – 20 | Italie    |

| 21 janvier 2025 15h30 | Suisse         | 37 – 26   | Tunisie        | Jyske Bank Boxen, Herning Affluence : 4 040 Arbitrage : Mikelič, Paradina |
| 21 janvier 2025 15h30 | Maros, Rubin 7 | (20 – 11) | Islem Jbeli 11 | Jyske Bank Boxen, Herning Affluence : 4 040 Arbitrage : Mikelič, Paradina |
| 21 janvier 2025 15h30 | ×1 ×4 ×1       | Rapport   | ×2             | Jyske Bank Boxen, Herning Affluence : 4 040 Arbitrage : Mikelič, Paradina |

| 21 janvier 2025 18h00 | Tchéquie        | 18 – 25  | Italie            | Jyske Bank Boxen, Herning Affluence : 10 601 Arbitrage : K. & R. Gasmi |
| 21 janvier 2025 18h00 | Dominik Solák 5 | (9 – 14) | Andrea Parisini 5 | Jyske Bank Boxen, Herning Affluence : 10 601 Arbitrage : K. & R. Gasmi |
| 21 janvier 2025 18h00 | ×2              | Rapport  | ×4                | Jyske Bank Boxen, Herning Affluence : 10 601 Arbitrage : K. & R. Gasmi |

| 21 janvier 2025 20h30 | Danemark          | 40 – 30   | Allemagne           | Jyske Bank Boxen, Herning Affluence : 14 466 Arbitrage : Nachevski, Nikolov |
| 21 janvier 2025 20h30 | Mathias Gidsel 10 | (24 – 18) | Kastening, Köster 6 | Jyske Bank Boxen, Herning Affluence : 14 466 Arbitrage : Nachevski, Nikolov |
| 21 janvier 2025 20h30 | ×1 ×2             | Rapport   | ×4                  | Jyske Bank Boxen, Herning Affluence : 14 466 Arbitrage : Nachevski, Nikolov |

| 23 janvier 2025 15h30 | Tunisie               | 26 – 32   | Tchéquie          | Jyske Bank Boxen, Herning Affluence : 4 121 Arbitrage : Lovin, Stancu |
| 23 janvier 2025 15h30 | Anouar Ben Abdallah 9 | (12 – 19) | Lukáš Mořkovský 6 | Jyske Bank Boxen, Herning Affluence : 4 121 Arbitrage : Lovin, Stancu |
| 23 janvier 2025 15h30 | ×4 ×1                 | Rapport   | ×1 ×8             | Jyske Bank Boxen, Herning Affluence : 4 121 Arbitrage : Lovin, Stancu |

| 23 janvier 2025 18h00 | Italie         | 27 - 34   | Allemagne        | Jyske Bank Boxen, Herning Affluence : 11 399 Arbitrage : Bíró, Kiss |
| 23 janvier 2025 18h00 | Leo Prantner 8 | (13 – 15) | Timo Kastening 6 | Jyske Bank Boxen, Herning Affluence : 11 399 Arbitrage : Bíró, Kiss |
| 23 janvier 2025 18h00 | ×3             | Rapport   | ×1 ×3            | Jyske Bank Boxen, Herning Affluence : 11 399 Arbitrage : Bíró, Kiss |

| 23 janvier 2025 20h30 | Danemark          | 39 – 28   | Suisse            | Jyske Bank Boxen, Herning Affluence : 14 644 Arbitrage : Grillo, Lenci |
| 23 janvier 2025 20h30 | Lasse Andersson 8 | (18 - 11) | Aellen, Leopold 5 | Jyske Bank Boxen, Herning Affluence : 14 644 Arbitrage : Grillo, Lenci |
| 23 janvier 2025 20h30 | ×1                | Rapport   | ×1 ×3             | Jyske Bank Boxen, Herning Affluence : 14 644 Arbitrage : Grillo, Lenci |

| 25 janvier 2025 15h30 | Italie         | 25 – 33  | Suisse        | Jyske Bank Boxen, Herning Affluence : 11 415 Arbitrage : K. & R. Gasmi |
| 25 janvier 2025 15h30 | Leo Prantner 7 | (9 - 14) | Lenny Rubin 9 | Jyske Bank Boxen, Herning Affluence : 11 415 Arbitrage : K. & R. Gasmi |
| 25 janvier 2025 15h30 | ×1 ×4          | Rapport  | ×1 ×4         | Jyske Bank Boxen, Herning Affluence : 11 415 Arbitrage : K. & R. Gasmi |

| 25 janvier 2025 18h00 | Tchéquie       | 22 – 28   | Danemark          | Jyske Bank Boxen, Herning Affluence : 14 773 Arbitrage : Jovandić, Sekulić |
| 25 janvier 2025 18h00 | Daniel Bláha 5 | (10 - 12) | Mathias Gidsel 10 | Jyske Bank Boxen, Herning Affluence : 14 773 Arbitrage : Jovandić, Sekulić |
| 25 janvier 2025 18h00 | ×1 ×4 ×1       | Rapport   | ×1                | Jyske Bank Boxen, Herning Affluence : 14 773 Arbitrage : Jovandić, Sekulić |

| 25 janvier 2025 20h30 | Allemagne      | 31 – 19  | Tunisie        | Jyske Bank Boxen, Herning Affluence : 6 543 Arbitrage : Grillo, Lenci |
| 25 janvier 2025 20h30 | Marko Grgić 11 | (18 – 8) | Rayen Zariat 4 | Jyske Bank Boxen, Herning Affluence : 6 543 Arbitrage : Grillo, Lenci |
| 25 janvier 2025 20h30 | ×1             | Rapport  | ×3             | Jyske Bank Boxen, Herning Affluence : 6 543 Arbitrage : Grillo, Lenci |

### Groupe II
|   | Équipe            | Pts | J | G | N | P | Bp  | Bc  | Diff | Dép   |
| - | ----------------- | --- | - | - | - | - | --- | --- | ---- | ----- |
| 1 | France            | 10  | 5 | 5 | 0 | 0 | 176 | 129 | 47   | /     |
| 2 | Hongrie           | 7   | 5 | 3 | 1 | 1 | 151 | 145 | 6    | /     |
| 3 | Pays-Bas          | 5   | 5 | 2 | 1 | 2 | 172 | 177 | -5   | /     |
| 4 | Macédoine du Nord | 4   | 5 | 1 | 2 | 2 | 152 | 159 | -7   | -7 DB |
| 5 | Autriche          | 4   | 5 | 1 | 2 | 2 | 147 | 156 | -9   | -9 DB |
| 6 | Qatar             | 0   | 5 | 0 | 0 | 5 | 139 | 171 | -32  | /     |

| Groupe | Équipe 1 | Score   | Équipe 2          |
| ------ | -------- | ------- | ----------------- |
| C      | France   | 37 – 19 | Qatar             |
| C      | Autriche | 28 – 26 | Qatar             |
| C      | France   | 35 – 27 | Autriche          |
| D      | Hongrie  | 27 – 27 | Macédoine du Nord |
| D      | Pays-Bas | 37 – 32 | Macédoine du Nord |
| D      | Hongrie  | 36 – 32 | Pays-Bas          |

| 21 janvier 2025 15h30 | Autriche        | 29 – 29   | Macédoine du Nord | Varaždin Arena, Varaždin Affluence : 1 000 Arbitrage : Horáček, Novotný |
| 21 janvier 2025 15h30 | Lukas Hutecek 6 | (14 – 13) | Marko Mitev 6     | Varaždin Arena, Varaždin Affluence : 1 000 Arbitrage : Horáček, Novotný |
| 21 janvier 2025 15h30 | ×3              | Rapport   | ×1                | Varaždin Arena, Varaždin Affluence : 1 000 Arbitrage : Horáček, Novotný |

| 21 janvier 2025 18h00 | Qatar            | 37 – 38   | Pays-Bas       | Varaždin Arena, Varaždin Affluence : 1 500 Arbitrage : Kurtagic, Wetterwik |
| 21 janvier 2025 18h00 | Frankis Marzo 11 | (19 – 17) | Dani Baijens 9 | Varaždin Arena, Varaždin Affluence : 1 500 Arbitrage : Kurtagic, Wetterwik |
| 21 janvier 2025 18h00 | ×2 ×5 ×1         | Rapport   | ×1 ×2 ×1       | Varaždin Arena, Varaždin Affluence : 1 500 Arbitrage : Kurtagic, Wetterwik |

| 21 janvier 2025 21h00 | Hongrie      | 30 – 37   | France     | Varaždin Arena, Varaždin Affluence : 1 500 Arbitrage : Schulze, Tönnies |
| 21 janvier 2025 21h00 | Máté Lékai 5 | (15 – 23) | Dika Mem 6 | Varaždin Arena, Varaždin Affluence : 1 500 Arbitrage : Schulze, Tönnies |
| 21 janvier 2025 21h00 | ×1 ×5        | Rapport   | ×1         | Varaždin Arena, Varaždin Affluence : 1 500 Arbitrage : Schulze, Tönnies |

| 23 janvier 2025 15h30 | Macédoine du Nord        | 39 – 34   | Qatar            | Varaždin Arena, Varaždin Affluence : 500 Arbitrage : García, Marín |
| 23 janvier 2025 15h30 | Kuzmanovski, Peshevski 6 | (21 – 17) | Frankis Marzo 12 | Varaždin Arena, Varaždin Affluence : 500 Arbitrage : García, Marín |
| 23 janvier 2025 15h30 | ×5 ×1                    | Rapport   | ×6 ×1            | Varaždin Arena, Varaždin Affluence : 500 Arbitrage : García, Marín |

| 23 janvier 2025 18h00 | Pays-Bas       | 28 – 35   | France            | Varaždin Arena, Varaždin Affluence : 2 000 Arbitrage : Álvarez, Bustamante |
| 23 janvier 2025 18h00 | Dani Baijens 6 | (13 - 19) | Mem, Richardson 7 | Varaždin Arena, Varaždin Affluence : 2 000 Arbitrage : Álvarez, Bustamante |
| 23 janvier 2025 18h00 | ×1 ×2          | Rapport   | ×1 ×4             | Varaždin Arena, Varaždin Affluence : 2 000 Arbitrage : Álvarez, Bustamante |

| 23 janvier 2025 20h30 | Hongrie           | 29 – 26   | Autriche            | Varaždin Arena, Varaždin Affluence : 2 600 Arbitrage : Kurtagic, Wetterwik |
| 23 janvier 2025 20h30 | Pedro Rodríguez 8 | (12 - 13) | Sebastian Frimmel 6 | Varaždin Arena, Varaždin Affluence : 2 600 Arbitrage : Kurtagic, Wetterwik |
| 23 janvier 2025 20h30 | ×3                | Rapport   | ×1 ×3               | Varaždin Arena, Varaždin Affluence : 2 600 Arbitrage : Kurtagic, Wetterwik |

| 25 janvier 2025 15h30 | Pays-Bas     | 37 – 37   | Autriche          | Varaždin Arena, Varaždin Affluence : 1 000 Arbitrage : Hansen, Madsen |
| 25 janvier 2025 15h30 | Luc Steins 7 | (19 - 17) | Frimmel, Wagner 7 | Varaždin Arena, Varaždin Affluence : 1 000 Arbitrage : Hansen, Madsen |
| 25 janvier 2025 15h30 | ×1           | Rapport   | ×2                | Varaždin Arena, Varaždin Affluence : 1 000 Arbitrage : Hansen, Madsen |

| 25 janvier 2025 18h00 | Qatar            | 23 – 29   | Hongrie      | Varaždin Arena, Varaždin Affluence : 2 200 Arbitrage : Horáček, Novotný |
| 25 janvier 2025 18h00 | Žarko Marković 6 | (12 - 12) | Bence Imre 9 | Varaždin Arena, Varaždin Affluence : 2 200 Arbitrage : Horáček, Novotný |
| 25 janvier 2025 18h00 | ×7               | Rapport   | ×3           | Varaždin Arena, Varaždin Affluence : 2 200 Arbitrage : Horáček, Novotný |

| 25 janvier 2025 20h30 | France     | 32 – 25   | Macédoine du Nord   | Varaždin Arena, Varaždin Affluence : 2 300 Arbitrage : Jørum, Kleven |
| 25 janvier 2025 20h30 | Dika Mem 8 | (18 – 14) | Filip Kuzmanovski 8 | Varaždin Arena, Varaždin Affluence : 2 300 Arbitrage : Jørum, Kleven |
| 25 janvier 2025 20h30 | ×1         | Rapport   | ×4                  | Varaždin Arena, Varaždin Affluence : 2 300 Arbitrage : Jørum, Kleven |

### Groupe III
|   | Équipe   | Pts | J | G | N | P | Bp  | Bc  | Diff |
| - | -------- | --- | - | - | - | - | --- | --- | ---- |
| 1 | Portugal | 9   | 5 | 4 | 1 | 0 | 179 | 148 | 31   |
| 2 | Brésil   | 8   | 5 | 4 | 0 | 1 | 136 | 129 | 7    |
| 3 | Norvège  | 6   | 5 | 3 | 0 | 2 | 147 | 130 | 17   |
| 4 | Suède    | 4   | 5 | 1 | 2 | 2 | 156 | 152 | 4    |
| 5 | Espagne  | 3   | 5 | 1 | 1 | 3 | 138 | 137 | 1    |
| 6 | Chili    | 0   | 5 | 0 | 0 | 5 | 126 | 186 | -60  |

| Groupe | Équipe 1 | Score   | Équipe 2 |
| ------ | -------- | ------- | -------- |
| E      | Norvège  | 26 – 29 | Brésil   |
| E      | Portugal | 30 – 26 | Brésil   |
| E      | Norvège  | 28 – 31 | Portugal |
| F      | Espagne  | 31 – 22 | Chili    |
| F      | Chili    | 30 – 42 | Suède    |
| F      | Suède    | 29 – 29 | Espagne  |

| 22 janvier 2025 15h30 | Brésil           | 28 – 24   | Chili             | Telenor Arena, Bærum Affluence : 857 Arbitrage : Pavićević, Ražnatović |
| 22 janvier 2025 15h30 | Haniel Langaro 8 | (13 – 10) | Esteban Salinas 7 | Telenor Arena, Bærum Affluence : 857 Arbitrage : Pavićević, Ražnatović |
| 22 janvier 2025 15h30 | ×2               | Rapport   | ×1 ×4             | Telenor Arena, Bærum Affluence : 857 Arbitrage : Pavićević, Ražnatović |

| 22 janvier 2025 18h00 | Suède             | 37 – 37   | Portugal     | Telenor Arena, Bærum Affluence : 3 813 Arbitrage : Lah, Sok |
| 22 janvier 2025 18h00 | Albin Lagergren 7 | (18 - 18) | Luís Frade 7 | Telenor Arena, Bærum Affluence : 3 813 Arbitrage : Lah, Sok |
| 22 janvier 2025 18h00 | ×1 ×2 ×1          | Rapport   | ×1 ×3        | Telenor Arena, Bærum Affluence : 3 813 Arbitrage : Lah, Sok |

| 22 janvier 2025 20h30 | Norvège           | 25 – 24   | Espagne             | Telenor Arena, Bærum Affluence : 5 508 Arbitrage : A. et D. Konjičanin |
| 22 janvier 2025 20h30 | Tobias Grøndahl 7 | (10 – 13) | Imanol Garciandia 6 | Telenor Arena, Bærum Affluence : 5 508 Arbitrage : A. et D. Konjičanin |
| 22 janvier 2025 20h30 | ×2                | Rapport   | ×2                  | Telenor Arena, Bærum Affluence : 5 508 Arbitrage : A. et D. Konjičanin |

| 24 janvier 2025 15h30 | Espagne            | 29 – 35   | Portugal          | Telenor Arena, Bærum Affluence : 2 865 Arbitrage : Nachevski, Nikolov |
| 24 janvier 2025 15h30 | Daniel Fernández 6 | (16 - 15) | Francisco Costa 8 | Telenor Arena, Bærum Affluence : 2 865 Arbitrage : Nachevski, Nikolov |
| 24 janvier 2025 15h30 | ×1 ×6              | Rapport   | ×1 ×4             | Telenor Arena, Bærum Affluence : 2 865 Arbitrage : Nachevski, Nikolov |

| 24 janvier 2025 18h00 | Suède                  | 24 – 27  | Brésil           | Telenor Arena, Bærum Affluence : 5 831 Arbitrage : A. & D. Konjičanin |
| 24 janvier 2025 18h00 | Jonathan Carlsbogård 6 | (9 - 14) | Langaro, Monte 4 | Telenor Arena, Bærum Affluence : 5 831 Arbitrage : A. & D. Konjičanin |
| 24 janvier 2025 18h00 | ×1                     | Rapport  | ×1 ×3 ×1         | Telenor Arena, Bærum Affluence : 5 831 Arbitrage : A. & D. Konjičanin |

| 24 janvier 2025 20h30 | Chili              | 22 – 39   | Norvège        | Telenor Arena, Bærum Affluence : 7 809 Arbitrage : A. & I. Covalciuc |
| 24 janvier 2025 20h30 | Erwin Feuchtmann 6 | (11 - 17) | Kasper Lien 10 | Telenor Arena, Bærum Affluence : 7 809 Arbitrage : A. & I. Covalciuc |
| 24 janvier 2025 20h30 | ×1 ×4              | Rapport   | ×3             | Telenor Arena, Bærum Affluence : 7 809 Arbitrage : A. & I. Covalciuc |

| 26 janvier 2025 15h30 | Portugal          | 46 – 28   | Chili              | Telenor Arena, Bærum Affluence : 1 924 Arbitrage : A. & D. Konjičanin |
| 26 janvier 2025 15h30 | Francisco Costa 9 | (22 – 17) | Erwin Feuchtmann 8 | Telenor Arena, Bærum Affluence : 1 924 Arbitrage : A. & D. Konjičanin |
| 26 janvier 2025 15h30 | ×4                | Rapport   | ×3 ×1              | Telenor Arena, Bærum Affluence : 1 924 Arbitrage : A. & D. Konjičanin |

| 26 janvier 2025 18h00 | Espagne          | 25 – 26   | Brésil              | Telenor Arena, Bærum Affluence : 4 878 Arbitrage : Lah, Sok |
| 26 janvier 2025 18h00 | Cikusa, Romero 4 | (13 - 14) | Rudolph Hackbarth 6 | Telenor Arena, Bærum Affluence : 4 878 Arbitrage : Lah, Sok |
| 26 janvier 2025 18h00 | ×1 ×2            | Rapport   | ×3                  | Telenor Arena, Bærum Affluence : 4 878 Arbitrage : Lah, Sok |

| 26 janvier 2025 20h30 | Norvège            | 29 – 24   | Suède                 | Telenor Arena, Bærum Affluence : 7 844 Arbitrage : Pavićević, Ražnatović |
| 26 janvier 2025 20h30 | William Aar (en) 9 | (16 - 11) | Eric Johansson (en) 7 | Telenor Arena, Bærum Affluence : 7 844 Arbitrage : Pavićević, Ražnatović |
| 26 janvier 2025 20h30 | ×1 ×5              | Rapport   | ×2                    | Telenor Arena, Bærum Affluence : 7 844 Arbitrage : Pavićević, Ražnatović |

### Groupe IV
|   | Équipe    | Pts | J | G | N | P | Bp  | Bc  | Diff | Dép      |
| - | --------- | --- | - | - | - | - | --- | --- | ---- | -------- |
| 1 | Croatie   | 8   | 5 | 4 | 0 | 1 | 162 | 122 | 40   | 2pts, +2 |
| 2 | Égypte    | 8   | 5 | 4 | 0 | 1 | 148 | 125 | 23   | 2pts, +1 |
| 3 | Islande   | 8   | 5 | 4 | 0 | 1 | 140 | 116 | 24   | 2pts, -3 |
| 4 | Slovénie  | 4   | 5 | 2 | 0 | 3 | 139 | 125 | 14   | /        |
| 5 | Argentine | 2   | 5 | 1 | 0 | 4 | 117 | 162 | -45  | /        |
| 6 | Cap-Vert  | 0   | 5 | 0 | 0 | 5 | 119 | 175 | -56  | /        |

| Groupe | Équipe 1 | Score   | Équipe 2  |
| ------ | -------- | ------- | --------- |
| G      | Islande  | 34 – 21 | Cap-Vert  |
| G      | Cap-Vert | 24 – 36 | Slovénie  |
| G      | Slovénie | 18 – 23 | Islande   |
| H      | Égypte   | 39 – 25 | Argentine |
| H      | Croatie  | 33 – 18 | Argentine |
| H      | Égypte   | 28 – 24 | Croatie   |

| 22 janvier 2025 15h30 | Slovénie      | 34 – 23  | Argentine        | Arena Zagreb, Zagreb Affluence : 850 Arbitrage : Belkhiri, Hamidi |
| 22 janvier 2025 15h30 | Tadej Kljun 5 | (15 – 8) | Gull, Martínez 4 | Arena Zagreb, Zagreb Affluence : 850 Arbitrage : Belkhiri, Hamidi |
| 22 janvier 2025 15h30 | ×3            | Rapport  | ×1 ×5            | Arena Zagreb, Zagreb Affluence : 850 Arbitrage : Belkhiri, Hamidi |

| 22 janvier 2025 18h00 | Cap-Vert           | 24 – 44   | Croatie          | Arena Zagreb, Zagreb Affluence : 8 450 Arbitrage : Hansen, Madsen |
| 22 janvier 2025 18h00 | Délcio Pina (es) 9 | (11 - 24) | Mario Šoštarić 9 | Arena Zagreb, Zagreb Affluence : 8 450 Arbitrage : Hansen, Madsen |
| 22 janvier 2025 18h00 | ×1                 | Rapport   | ×2 ×4            | Arena Zagreb, Zagreb Affluence : 8 450 Arbitrage : Hansen, Madsen |

| 22 janvier 2025 20h30 | Égypte     | 24 – 27  | Islande                | Arena Zagreb, Zagreb Affluence : 4 350 Arbitrage : Schulze, Tönnies |
| 22 janvier 2025 20h30 | Ali Zein 8 | (9 – 13) | V. Kristjánsson (en) 9 | Arena Zagreb, Zagreb Affluence : 4 350 Arbitrage : Schulze, Tönnies |
| 22 janvier 2025 20h30 | ×2         | Rapport  | ×1 ×4                  | Arena Zagreb, Zagreb Affluence : 4 350 Arbitrage : Schulze, Tönnies |

| 24 janvier 2025 15h30 | Argentine       | 30 – 26   | Cap-Vert            | Arena Zagreb, Zagreb Affluence : 450 Arbitrage : Kurtagic, Wetterwik |
| 24 janvier 2025 15h30 | trois joueurs 5 | (14 - 14) | Délcio Pina (es) 10 | Arena Zagreb, Zagreb Affluence : 450 Arbitrage : Kurtagic, Wetterwik |
| 24 janvier 2025 15h30 | ×1 ×4           | Rapport   | ×2                  | Arena Zagreb, Zagreb Affluence : 450 Arbitrage : Kurtagic, Wetterwik |

| 24 janvier 2025 18h00 | Égypte          | 26 – 25   | Slovénie    | Arena Zagreb, Zagreb Affluence : 5 250 Arbitrage : Jørum, Kleven |
| 24 janvier 2025 18h00 | Seif El-Deraa 6 | (16 - 14) | Blaž Janc 8 | Arena Zagreb, Zagreb Affluence : 5 250 Arbitrage : Jørum, Kleven |
| 24 janvier 2025 18h00 | ×4              | Rapport   | ×1 ×3       | Arena Zagreb, Zagreb Affluence : 5 250 Arbitrage : Jørum, Kleven |

| 24 janvier 2025 20h30 | Croatie           | 32 – 26   | Islande                | Arena Zagreb, Zagreb Affluence : 15 600 Arbitrage : García, Marín |
| 24 janvier 2025 20h30 | Ivan Martinović 8 | (20 - 12) | V. Kristjánsson (en) 5 | Arena Zagreb, Zagreb Affluence : 15 600 Arbitrage : García, Marín |
| 24 janvier 2025 20h30 | ×1                | Rapport   | ×1 ×3                  | Arena Zagreb, Zagreb Affluence : 15 600 Arbitrage : García, Marín |

| 26 janvier 2025 15h30 | Islande                 | 30 – 21   | Argentine         | Arena Zagreb, Zagreb Affluence : 1 550 Arbitrage : Belkhiri, Hamidi |
| 26 janvier 2025 15h30 | Óðinn Þór Ríkharðsson 7 | (15 - 10) | Ramiro Martínez 6 | Arena Zagreb, Zagreb Affluence : 1 550 Arbitrage : Belkhiri, Hamidi |
| 26 janvier 2025 15h30 | ×4                      | Rapport   | ×1 ×2             | Arena Zagreb, Zagreb Affluence : 1 550 Arbitrage : Belkhiri, Hamidi |

| 26 janvier 2025 18h00 | Cap-Vert           | 24 – 31   | Égypte        | Arena Zagreb, Zagreb Affluence : 1 250 Arbitrage : Álavarez, Bustamante |
| 26 janvier 2025 18h00 | Délcio Pina (es) 6 | (13 - 14) | Yahia Omar 11 | Arena Zagreb, Zagreb Affluence : 1 250 Arbitrage : Álavarez, Bustamante |
| 26 janvier 2025 18h00 | ×4                 | Rapport   | ×2            | Arena Zagreb, Zagreb Affluence : 1 250 Arbitrage : Álavarez, Bustamante |

| 26 janvier 2025 20h30 | Croatie         | 29 – 26   | Slovénie        | Arena Zagreb, Zagreb Affluence : 15 600 Arbitrage : Horáček, Novotný |
| 26 janvier 2025 20h30 | trois joueurs 5 | (15 - 15) | Aleks Vlah (en) | Arena Zagreb, Zagreb Affluence : 15 600 Arbitrage : Horáček, Novotný |
| 26 janvier 2025 20h30 | ×2              | Rapport   | ×4              | Arena Zagreb, Zagreb Affluence : 15 600 Arbitrage : Horáček, Novotný |

## Phase finale
Les équipes évoluant en Norvège ou au Danemark lors des poules jouent en Norvège y compris les demi-finales et les équipes évoluant en Croatie lors des poules jouent en Croatie y compris les demi-finales, :
|  | Quarts de finale         | Quarts de finale         | Quarts de finale         | Quarts de finale         |          |          | Demi-finales             | Demi-finales             | Demi-finales                  | Demi-finales                  |                               |                               | Finale                 | Finale                 | Finale                 | Finale                 |
|  |                          |                          |                          |                          |          |          |                          |                          |                               |                               |                               |                               |                        |                        |                        |                        |
|  | 28 janvier 2025 - Zagreb | 28 janvier 2025 - Zagreb | 28 janvier 2025 - Zagreb | 28 janvier 2025 - Zagreb |          |          | 30 janvier 2025 - Zagreb | 30 janvier 2025 - Zagreb | 30 janvier 2025 - Zagreb      | 30 janvier 2025 - Zagreb      |                               |                               | 2 février 2025 - Bærum | 2 février 2025 - Bærum | 2 février 2025 - Bærum | 2 février 2025 - Bærum |
|  | 28 janvier 2025 - Zagreb | 28 janvier 2025 - Zagreb | 28 janvier 2025 - Zagreb | 28 janvier 2025 - Zagreb |          |          | 30 janvier 2025 - Zagreb | 30 janvier 2025 - Zagreb | 30 janvier 2025 - Zagreb      | 30 janvier 2025 - Zagreb      |                               |                               | 2 février 2025 - Bærum | 2 février 2025 - Bærum | 2 février 2025 - Bærum | 2 février 2025 - Bærum |
|  | II1                      | France                   | 34                       | 34                       |          |          | 30 janvier 2025 - Zagreb | 30 janvier 2025 - Zagreb | 30 janvier 2025 - Zagreb      | 30 janvier 2025 - Zagreb      |                               |                               | 2 février 2025 - Bærum | 2 février 2025 - Bærum | 2 février 2025 - Bærum | 2 février 2025 - Bærum |
|  | II1                      | France                   | 34                       | 34                       |          |          | 30 janvier 2025 - Zagreb | 30 janvier 2025 - Zagreb | 30 janvier 2025 - Zagreb      | 30 janvier 2025 - Zagreb      |                               |                               | 2 février 2025 - Bærum | 2 février 2025 - Bærum | 2 février 2025 - Bærum | 2 février 2025 - Bærum |
|  | IV2                      | Égypte                   | 33                       | 33                       |          |          | 30 janvier 2025 - Zagreb | 30 janvier 2025 - Zagreb | 30 janvier 2025 - Zagreb      | 30 janvier 2025 - Zagreb      |                               |                               | 2 février 2025 - Bærum | 2 février 2025 - Bærum | 2 février 2025 - Bærum | 2 février 2025 - Bærum |
|  | IV2                      | Égypte                   | 33                       | 33                       | France   | France   | 28                       | 28                       |                               |                               |                               |                               | 2 février 2025 - Bærum | 2 février 2025 - Bærum | 2 février 2025 - Bærum | 2 février 2025 - Bærum |
|  | 28 janvier 2025 - Zagreb |                          |                          |                          | France   | France   | 28                       | 28                       |                               |                               |                               |                               | 2 février 2025 - Bærum | 2 février 2025 - Bærum | 2 février 2025 - Bærum | 2 février 2025 - Bærum |
|  |                          |                          | Croatie                  | Croatie                  | 31       | 31       |                          |                          |                               |                               |                               |                               | 2 février 2025 - Bærum | 2 février 2025 - Bærum | 2 février 2025 - Bærum | 2 février 2025 - Bærum |
|  | IV1                      | Croatie                  | Croatie                  | Croatie                  | 31       | 31       | 31                       | 31                       |                               |                               |                               |                               | 2 février 2025 - Bærum | 2 février 2025 - Bærum | 2 février 2025 - Bærum | 2 février 2025 - Bærum |
|  | IV1                      | Croatie                  | 31 janvier 2025 - Bærum  |                          |          |          | 31                       | 31                       |                               |                               |                               |                               | 2 février 2025 - Bærum | 2 février 2025 - Bærum | 2 février 2025 - Bærum | 2 février 2025 - Bærum |
|  | II2                      | Hongrie                  | 30                       | 30                       |          |          |                          |                          |                               |                               |                               |                               | 2 février 2025 - Bærum | 2 février 2025 - Bærum | 2 février 2025 - Bærum | 2 février 2025 - Bærum |
|  | II2                      | Hongrie                  | 30                       | 30                       | Croatie  | Croatie  | 26                       | 26                       |                               |                               |                               |                               |                        |                        |                        |                        |
|  | 29 janvier 2025 - Bærum  |                          |                          |                          | Croatie  | Croatie  | 26                       | 26                       |                               |                               |                               |                               |                        |                        |                        |                        |
|  |                          |                          | Danemark                 | Danemark                 | 32       | 32       |                          |                          |                               |                               |                               |                               |                        |                        |                        |                        |
|  | I1                       | Danemark                 | Danemark                 | Danemark                 | 32       | 32       | 33                       | 33                       |                               |                               |                               |                               |                        |                        |                        |                        |
|  | I1                       | Danemark                 |                          |                          |          |          |                          |                          |                               |                               |                               |                               |                        |                        |                        |                        |
|  | III2                     | Brésil                   | 21                       | 21                       |          |          |                          |                          |                               |                               |                               |                               |                        |                        |                        |                        |
|  | III2                     | Brésil                   | 21                       | 21                       | Danemark | Danemark | 40                       | 40                       | Match pour la troisième place | Match pour la troisième place | Match pour la troisième place | Match pour la troisième place |                        |                        |                        |                        |
|  | 29 janvier 2025 - Bærum  |                          |                          |                          | Danemark | Danemark | 40                       | 40                       | Match pour la troisième place | Match pour la troisième place | Match pour la troisième place | Match pour la troisième place |                        |                        |                        |                        |
|  |                          |                          | Portugal                 | Portugal                 | 27       | 27       |                          |                          | 2 février 2025 - Bærum        | 2 février 2025 - Bærum        | 2 février 2025 - Bærum        | 2 février 2025 - Bærum        |                        |                        |                        |                        |
|  | III1                     | Portugal                 | Portugal                 | Portugal                 | 27       | 27       | 31 ap                    | 31 ap                    | 2 février 2025 - Bærum        | 2 février 2025 - Bærum        | 2 février 2025 - Bærum        | 2 février 2025 - Bærum        |                        |                        |                        |                        |
|  | III1                     | Portugal                 |                          |                          |          |          |                          | 31 ap                    |                               |                               | France                        | France                        | 35                     | 35                     |                        |                        |
|  | I2                       | Allemagne                | 30                       | 30                       |          |          |                          |                          |                               |                               | France                        | France                        | 35                     | 35                     |                        |                        |
|  | I2                       | Allemagne                | 30                       | 30                       | Portugal | Portugal | 34                       | 34                       |                               |                               |                               |                               |                        |                        |                        |                        |
|  |                          |                          |                          |                          |          |          |                          |                          |                               |                               |                               |                               |                        |                        |                        |                        |

### Quarts de finale
| 28 janvier 2025 18h00 | Croatie        | 31 – 30   | Hongrie      | Arena Zagreb, Zagreb Affluence : 15 600 Arbitrage : García, Marín |
| 28 janvier 2025 18h00 | Filip Glavaš 6 | (16 - 16) | Zoran Ilić 8 | Arena Zagreb, Zagreb Affluence : 15 600 Arbitrage : García, Marín |
| 28 janvier 2025 18h00 | ×2 ×5          | Rapport   | ×2 ×1        | Arena Zagreb, Zagreb Affluence : 15 600 Arbitrage : García, Marín |

| 28 janvier 2025 21h00 | France        | 34 – 33   | Égypte         | Arena Zagreb, Zagreb Affluence : 5 850 Arbitrage : Nachevski, Nikolov |
| 28 janvier 2025 21h00 | Remili, Mem 6 | (18 – 14) | Ahmed Hesham 8 | Arena Zagreb, Zagreb Affluence : 5 850 Arbitrage : Nachevski, Nikolov |
| 28 janvier 2025 21h00 | ×1 ×3         | Rapport   | ×2             | Arena Zagreb, Zagreb Affluence : 5 850 Arbitrage : Nachevski, Nikolov |

| 29 janvier 2025 17h30 | Danemark        | 33 – 21   | Brésil              | Telenor Arena, Bærum Affluence : 5 922 Arbitrage : Bíró, Kiss |
| 29 janvier 2025 17h30 | trois joueurs 6 | (15 - 12) | Vinícios Carvalho 7 | Telenor Arena, Bærum Affluence : 5 922 Arbitrage : Bíró, Kiss |
| 29 janvier 2025 17h30 | ×3              | Rapport   | ×1 ×5               | Telenor Arena, Bærum Affluence : 5 922 Arbitrage : Bíró, Kiss |

| 29 janvier 2025 20h30 | Portugal          | 31 – 30 (ap)      | Allemagne     | Telenor Arena, Bærum Affluence : 7 475 Arbitrage : Jørum, Kleven |
| 29 janvier 2025 20h30 | Francisco Costa 8 | (13 - 9, 26 - 26) | Lukas Zerbe 9 | Telenor Arena, Bærum Affluence : 7 475 Arbitrage : Jørum, Kleven |
| 29 janvier 2025 20h30 | Prol. : 5 - 4     |                   |               | Telenor Arena, Bærum Affluence : 7 475 Arbitrage : Jørum, Kleven |
| 29 janvier 2025 20h30 | ×1 ×4 ×1          | Rapport           | ×1 ×5         | Telenor Arena, Bærum Affluence : 7 475 Arbitrage : Jørum, Kleven |

### Demi-finales
| 30 janvier 2025 21h00 | France     | 28 – 31   | Croatie         | Arena Zagreb, Zagreb Affluence : 15 600 Arbitrage : Schulze, Tönnies |
| 30 janvier 2025 21h00 | Dika Mem 8 | (11 - 18) | Jelinić, Srna 7 | Arena Zagreb, Zagreb Affluence : 15 600 Arbitrage : Schulze, Tönnies |
| 30 janvier 2025 21h00 | ×1 ×4 ×1   | Rapport   | ×2 ×4           | Arena Zagreb, Zagreb Affluence : 15 600 Arbitrage : Schulze, Tönnies |

| 31 janvier 2025 20h30 | Danemark         | 40 – 27   | Portugal        | Telenor Arena, Bærum Affluence : 8 448 Arbitrage : Lah, Sok |
| 31 janvier 2025 20h30 | Mathias Gidsel 9 | (20 - 16) | António Areia 5 | Telenor Arena, Bærum Affluence : 8 448 Arbitrage : Lah, Sok |
| 31 janvier 2025 20h30 | ×4               | Rapport   | ×4              | Telenor Arena, Bærum Affluence : 8 448 Arbitrage : Lah, Sok |

### Match pour la troisième place
| 2 février 2025 15h00 | France           | 35 – 34   | Portugal          | Telenor Arena, Bærum Affluence : 10 928 Arbitrage : Nachevski, Nikolov |
| 2 février 2025 15h00 | Aymeric Minne 10 | (19 - 17) | Francisco Costa 8 | Telenor Arena, Bærum Affluence : 10 928 Arbitrage : Nachevski, Nikolov |
| 2 février 2025 15h00 | ×1 ×2            | Rapport   | ×2                | Telenor Arena, Bærum Affluence : 10 928 Arbitrage : Nachevski, Nikolov |

### Finale
| 2 février 2025 18h00 | Croatie           | 26 – 32   | Danemark          | Telenor Arena, Bærum Affluence : 13 384 Arbitrage : García, Marín |
| 2 février 2025 18h00 | Ivan Martinović 6 | (12 - 16) | Mathias Gidsel 10 | Telenor Arena, Bærum Affluence : 13 384 Arbitrage : García, Marín |
| 2 février 2025 18h00 | ×2 ×7 ×2          | Rapport   | ×1 ×4             | Telenor Arena, Bærum Affluence : 13 384 Arbitrage : García, Marín |

## Classement final
Les équipes sont classées selon les critères suivants:
- Places 1 à 8 : suivant leurs résultats lors de la phase finale ;
- Places 9 à 24 : les équipes ayant terminé troisième du tour principal sont classées de la 9e à la 12e place, les quatrièmes de la 13e à la 16e place, les cinquièmes de la 17e à la 20e place et les sixièmes de la 21e à la 24e place. Pour départager les quatre équipes, il faut considérer :
  1. le nombre de points gagnés (lors du tour principal) ;
  2. la différence de buts lors du tour principal ;
  3. le plus grand nombre de buts marqués lors du tour principal ;
  4. le cas échéant, les équipes sont départagées en fonction du nombre de points marqués, puis de la différence de buts et enfin du  plus grand nombre de buts marqués lors du tour préliminaire.
  5. en dernier recours, le départage est fait au tirage au sort.
- Places 25 à 32 : suivant leurs résultats lors des matchs de classement à l'issue de la Coupe du Président.

Le classement final est :
| Rang                      | Équipe     | J | G | N | P | Bp  | Bc  | Diff | Qualifications |
| ------------------------- | ---------- | - | - | - | - | --- | --- | ---- | -------------- |
| Médaille d'or, monde      | Danemark   | 9 | 9 | 0 | 0 | 330 | 217 | +113 | Mondial 2027   |
| Médaille d'argent, monde  | Croatie    | 9 | 7 | 0 | 2 | 286 | 234 | +52  |                |
| Médaille de bronze, monde | France     | 9 | 8 | 0 | 1 | 316 | 246 | +70  |                |
| 4                         | Portugal   | 9 | 6 | 1 | 2 | 301 | 274 | +27  |                |
|                           |            |   |   |   |   |     |     |      |                |
| 5                         | Égypte     | 7 | 5 | 0 | 2 | 216 | 183 | +33  |                |
| 6                         | Allemagne  | 7 | 5 | 0 | 2 | 220 | 196 | +24  |                |
| 7                         | Brésil     | 7 | 5 | 0 | 2 | 188 | 186 | +2   |                |
| 8                         | Hongrie    | 7 | 4 | 1 | 2 | 216 | 194 | +22  |                |
|                           |            |   |   |   |   |     |     |      |                |
| 9                         | Islande    | 6 | 5 | 0 | 1 | 180 | 135 | +45  |                |
| 10                        | Norvège    | 6 | 4 | 0 | 2 | 180 | 147 | +33  |                |
| 11                        | Suisse     | 6 | 3 | 1 | 2 | 174 | 166 | +8   |                |
| 12                        | Pays-Bas   | 6 | 3 | 1 | 2 | 212 | 200 | +12  |                |
| 13                        | Slovénie   | 6 | 3 | 0 | 3 | 180 | 144 | +36  |                |
| 14                        | Suède      | 6 | 2 | 2 | 2 | 195 | 173 | +22  |                |
| 15                        | Macédoine  | 6 | 2 | 2 | 2 | 181 | 179 | +2   |                |
| 16                        | Italie     | 6 | 3 | 0 | 3 | 161 | 172 | -11  |                |
| 17                        | Autriche   | 6 | 2 | 2 | 2 | 184 | 182 | +2   |                |
| 18                        | Espagne    | 6 | 2 | 1 | 3 | 177 | 157 | +20  |                |
| 19                        | Tchéquie   | 6 | 1 | 2 | 3 | 130 | 144 | -14  |                |
| 20                        | Argentine  | 6 | 2 | 0 | 4 | 143 | 187 | -44  |                |
| 21                        | Qatar      | 6 | 1 | 0 | 5 | 164 | 193 | -29  |                |
| 22                        | Tunisie    | 6 | 1 | 0 | 5 | 143 | 189 | -29  |                |
| 23                        | Cap-Vert   | 6 | 1 | 0 | 5 | 157 | 203 | -46  |                |
| 24                        | Chili      | 6 | 1 | 0 | 5 | 157 | 212 | -55  |                |
|                           |            |   |   |   |   |     |     |      |                |
| 25                        | Pologne    | 7 | 4 | 1 | 2 | 219 | 198 | +21  |                |
| 26                        | États-Unis | 7 | 3 | 0 | 4 | 168 | 197 | -29  |                |
| 27                        | Koweït     | 7 | 3 | 0 | 4 | 200 | 234 | -34  |                |
| 28                        | Japon      | 7 | 2 | 0 | 5 | 187 | 223 | -36  |                |
| 29                        | Bahreïn    | 7 | 2 | 0 | 5 | 194 | 210 | -16  |                |
| 30                        | Algérie    | 7 | 1 | 0 | 6 | 191 | 233 | -42  |                |
| 31                        | Guinée     | 7 | 1 | 0 | 6 | 169 | 233 | -64  |                |
| 32                        | Cuba       | 7 | 0 | 0 | 7 | 172 | 250 | -78  |                |

## Statistiques et récompenses

### Équipe-type
| Nielsen Nahi Iturriza Šoštarić Pytlick M. Costa Martinović Meilleur joueur : Gidsel Meilleur jeune joueur : F. Costa Meilleur buteur : Gidsel , 74 buts              |
| Équipe-type du championnat du monde 2025 |
| · Nielsen · Nahi · Iturriza · Šoštarić · Pytlick · M. Costa · Martinović Meilleur joueur : Gidsel Meilleur jeune joueur : F. Costa Meilleur buteur : Gidsel, 74 buts |

L'équipe-type du tournoi, désignée après la finale, est composée des joueurs suivants : 
- Meilleur joueur : Mathias Gidsel,  Danemark
- Meilleur gardien de but : Emil Nielsen,  Danemark
- Meilleur ailier droit : Mario Šoštarić,  Croatie
- Meilleur arrière droit : Ivan Martinović,  Croatie
- Meilleur demi-centre : Martim Costa,  Portugal
- Meilleur pivot : Victor Iturriza,  Portugal
- Meilleur arrière gauche : Simon Pytlick,  Danemark
- Meilleur ailier gauche : Dylan Nahi,  France
- Meilleur jeune joueur : Francisco Costa,  Portugal

### Statistiques collectives
Les statistiques collectives moyennes sont :
- Meilleure attaque :  Danemark avec 36,7 buts marqués par match
- Moins bonne attaque :  Tchéquie avec 21,7 buts marqués par match
- Meilleure défense :  Islande avec 22,5 buts encaissés par match
- Moins bonne défense :  Cuba avec 35,7 buts encaissés par match
- Meilleure différence de buts :  Danemark avec une différence de buts de +12,6 par match
- Moins bonne différence de buts :  Cuba avec une différence de buts de -11,1 par match

### Statistiques individuelles
Au terme de la compétition, les meilleurs buteurs ( Membre de l'équipe-type) sont :
| Rang | Joueur                 | Équipe            | Buts | Tirs | %      | 7m      | MJ | Moy. |
| ---- | ---------------------- | ----------------- | ---- | ---- | ------ | ------- | -- | ---- |
| 1    | Mathias Gidsel         | Danemark          | 74   | 107  | 69,2 % | 1 / 1   | 9  | 8,22 |
| 2    | Dika Mem               | France            | 54   | 78   | 69,2 % | -       | 9  | 6,0  |
| 2    | Francisco Costa        | Portugal          | 54   | 79   | 68,4 % | 2 / 3   | 9  | 6,0  |
| 4    | Simon Pytlick          | Danemark          | 50   | 67   | 74,6 % | -       | 9  | 5,6  |
| 5    | Filip Kuzmanovski (en) | Macédoine du Nord | 49   | 71   | 69,0 % | 13 / 19 | 6  | 8,16 |
| 6    | Saif Al-Dawani         | Koweït            | 47   | 81   | 58,0 % | 2 / 3   | 7  | 6,7  |
| 7    | Rutger ten Velde (en)  | Pays-Bas          | 46   | 58   | 79,3 % | 17 / 20 | 6  | 7,7  |
| 8    | Emil Jakobsen          | Danemark          | 45   | 61   | 73,8 % | 17 / 21 | 9  | 5,0  |
| 9    | Martim Costa           | Portugal          | 44   | 82   | 53,7 % | -       | 9  | 4,9  |
| 10   | Frankis Marzo          | Qatar             | 42   | 76   | 55,3 % | 2 / 2   | 6  | 7,0  |

Au terme de la compétition, les meilleurs gardiens de but ( Membre de l'équipe-type) sont :
| Rang | Joueur                    | Équipe    | %      | Arrêts | Tirs | MJ | Moy. |
| ---- | ------------------------- | --------- | ------ | ------ | ---- | -- | ---- |
| 1    | Emil Nielsen              | Danemark  | 42,5 % | 125    | 294  | 9  | 13,9 |
| 2    | Viktor Gísli Hallgrímsson | Islande   | 40,1 % | 67     | 167  | 6  | 11,2 |
| 3    | Torbjørn Bergerud         | Norvège   | 39,6 % | 59     | 149  | 6  | 9,8  |
| 4    | David Späth               | Allemagne | 38,7 % | 41     | 106  | 7  | 5,9  |
| 5    | Andreas Wolff             | Allemagne | 37,8 % | 76     | 201  | 7  | 10,9 |
| 6    | Marcel Jastrzebski        | Pologne   | 37,2 % | 42     | 113  | 7  | 6,0  |
| 6    | Rangel da Rosa (en)       | Brésil    | 37,2 % | 71     | 191  | 7  | 10,1 |
| 8    | Mateus Nascimento         | Brésil    | 36,1 % | 35     | 97   | 7  | 5,0  |
| 9    | Urban Lesjak (en)         | Slovénie  | 35,7 % | 20     | 56   | 4  | 5,0  |
| 10   | Dominik Kuzmanović        | Croatie   | 35,6 % | 88     | 247  | 9  | 9,8  |

## Effectifs des équipes sur le podium

### Champion du monde: Danemark
L'effectif de l'équipe du Danemark, championne du monde, est, :
- Jannick Green (GB)
- Kevin Møller (GB)
- Emil Nielsen (GB)
- Lasse Andersson
- Thomas Arnoldsen
- Mathias Gidsel
- Simon Hald
- Jóhan Hansen
- Emil Jakobsen
- Lukas Jørgensen
- Niclas Kirkeløkke
- Magnus Landin Jacobsen
- Rasmus Lauge
- Emil Madsen
- Mads Mensah Larsen
- Henrik Møllgaard
- Simon Pytlick
- Magnus Saugstrup
- Emil Siersbæk Bergholt

Entraîneur :
- Nikolaj Bredahl Jacobsen

### Vice-champion du monde: Croatie
L'effectif de l'équipe de Croatie, vice-championne du monde, est, :
- Dominik Kuzmanović (GB)
- Ivan Pešić (GB)
- Luka Cindrić
- Domagoj Duvnjak
- Filip Glavaš
- Marin Jelinić
- Igor Karačić
- Luka Lovre Klarica
- Tin Lučin
- Marko Mamić
- David Mandić
- Mateo Maraš
- Ivan Martinović
- Veron Načinović
- Ivano Pavlović
- Josip Šimić
- Marin Šipić
- Mario Šoštarič
- Zvonimir Srna
- Leon Šušnja

Entraîneur :
- Dagur Sigurðsson

### Troisième: France
L'effectif de l'équipe de France, troisième, est, :
- Samir Bellahcene (GB)
- Charles Bolzinger (GB)
- Rémi Desbonnet (GB)
- Julien Bos
- Thibaud Briet
- Ludovic Fabregas
- Mathieu Grébille
- Luka Karabatic
- Karl Konan
- Benoît Kounkoud
- Romain Lagarde
- Dika Mem
- Aymeric Minne
- Dylan Nahi
- Elohim Prandi
- Nedim Remili
- Melvyn Richardson
- Nicolas Tournat

Entraîneur :
- Guillaume Gille